# Sotresgudo
Sotresgudo es un municipio y localidad española de la provincia de Burgos, en la comunidad autónoma de Castilla y León. El término municipal, ubicado en la comarca de Odra-Pisuerga y el partido judicial de Burgos, tiene una población de 419 habitantes.

## Toponimia
El nombre actual derivaría de Soto de Sisebuto.
Una teoría lo hace derivar de Subter Scutum por ‘bajo el escudo’ o protección (se entiende) de la Peña de Amaya (hay que tener en consideración que hay dos sierras cantábricas con el nombre de sierra del Escudo).
Otra opción es la que lo haría derivar de Soto de Sescuto, nombre medieval reconocido en documentos del Monasterio de Sahagún, que sería de origen céltico o germánico. y evolucionaría a Soto Sesgudo.
Está documentada la evolución del nombre: Soto-Sgudo o Sot-Sgudo (1334-1369) y Sotrasgudo (1751).

## Geografía
El casco urbano de la localidad de Sotresgudo se encuentra a 874 m de altitud. La altitud media del término municipal se sitúa en torno a los 950 m, oscilando entre los 1350  m del punto más alto en Peña Amaya y los 853 m del casco urbano de Guadilla de Villamar.
En 2024 el municipio contaba con 419 habitantes, correspondiendo 77 a la capital, 93 a Guadilla de Villamar, 55 a Cañizar de Amaya, 37 a Amaya, 36 a Sotovellanos, 37 a Salazar de amaya, 21 a Cuevas de Amaya, 24 a Quintanilla de Riofresno, 18 a Barrio de San Felices, 16 a Rebolledillo de la Orden y 5 a Peones de Amaya.
Por su territorio pasan las carreteras autonómicas BU-610 (Sasamón-Alar del Rey) y BU-627 (Villadiego-provincia de Palencia cerca de Herrera de Pisuerga). Por las distintas localidades del municipio pasan diversas carreteras locales que las comunican con las carreteras anteriores o con los pueblos de su entorno.
Su término linda por el oeste con la provincia de Palencia.
El tipo constructivo utiliza materiales propios de cada zona. Predomina la piedra o el entramado de piedra y madera en los pueblos más al norte del municipio, y el adobe o el entramado de madera y adobe en los pueblos del sur.
El municipio se encuentra dividido en nueve entidades locales menores:
| - Amaya - Barrio de San Felices - Cañizar de Amaya - Cuevas de Amaya - Guadilla de Villamar | - Quintanilla de Riofresno - Rebolledillo de la Orden - Salazar de Amaya - Sotovellanos |

En el municipio están incluidos dos núcleos de población que no constituyen entidades locales menores:
| - Peones de Amaya | - Puentes de Amaya, despoblado en 1973. |

Por decreto número 1580/1973, de 22 de junio (Boletín Oficial del Estado de 16 de junio de ese año), se aprueba la fusión de los municipios de Sotresgudo, Amaya, Cuevas de Amaya, Salazar de Amaya, Sotovellanos y Barrio de San Felices y la constitución de las entidades locales menores de Amaya, Sotovellanos, Salazar de Amaya y Cuevas de Amaya. Esta fusión implica también las incorporaciones al municipio de Sotresgudo de:
- Puentes de Amaya, cuyo municipio desapareció según el censo de 1857, habiéndose incorporado entonces al municipio de Salazar de Amaya,[11]
- Rebolledillo de la Orden, cuyo municipio desapareció según el censo de 1857, habiéndose incorporado entonces al municipio de Cuevas de Amaya,[11]
- Quintanilla de Río Fresno, que incorporó a su municipio a Barrio de San Felices en 1857, cambiando en el mismo acto el nombre del municipio de Quintanilla de Riofresno por el de Barrio de San Felices[11] y
- Peones de Amaya, que formaba parte del municipio de Amaya.

Por real decreto 824/1979, de 8 de junio, se aprueba la incorporación voluntaria del municipio de Guadilla de Villamar al de Sotresgudo y la constitución de Guadilla en entidad local menor.

### Geomorfología y litología
Sotresgudo se localiza en el sector septentrional de la unidad morfoestructural de la Depresión del Duero, unidad natural homogénea de la Campiña y unidad ambiental de la Campiña de Villadiego, lindando con el límite meridional de la unidad morfoestructural de la cuesta de la Paramera. La Campiña la forman una serie de relieves alomados, con superficies planas y suaves pendientes. Las elevaciones se formaron por la actividad de una compleja red fluvial sobre los materiales terciarios que componen la geología de la zona, constituidos, sobre todo, por arcillas rojas y cantos cuarcíticos, con afloramientos puntuales de caliza. Estratigráficamente los materiales identificados en el municipio de Sotresgudo van desde el Triásico Superior al Mioceno, datados entre 200 y 13 millones de años.
Desde 2017, el municipio se encuentra incluido en el Geoparque Las Loras, el primer geoparque de la Unesco en Castilla y León.

### Hidrografía
El término está atravesado por el río Fresno y por su tributario el río Riomance que nace al pie de Peña Amaya. El río Fresno es afluente del río Pisuerga por la izquierda, en el que desagua a la altura de Rezmondo. Su caudal medio es escaso (0,35 m³/s en su desembocadura). Su régimen es de carácter pluvial, con mayor caudal entre diciembre y mayo, y fuerte estiaje en verano. En Sotresgudo, el río Fresno recibe por la derecha los arroyos de Carrepeones, de los Tovares, de Hornillos, de Mojalbín, de Humayor y del Hoyo, y por la izquierda el río Riomance y los arroyos de la Hortelana, del Val, de Calzada y de la Huelga, entre otros cursos menores.

### Orografía
El municipio forma parte del borde sur y sector menos elevado de la Cordillera Cantábrica, dentro del conjunto de Las Loras. En su tercio septentrional está constituido por materiales calcáreos mesozoicos plegados fosilizados. En su mitad meridional está constituido por los depósitos detríticos terciarios de la cuenca sedimentaria. El municipio está dominado por las loras de Albacastro, Cuevas de Amaya, Peña Amaya y Villela. De norte a sur se alinean la línea de Loras, la combe externa de la Cordillera y, sobre los dos tercios meridionales del municipio, los campos de Villadiego ya en la cuenca sedimentaria.

### Clima
El clima del municipio de Sotresgudo se puede calificar como mediterráneo frío. Se caracteriza por la irregularidad del régimen térmico y pluviométrico, así como por un periodo seco en verano. Se singulariza por su elevada altitud, siempre por encima de los 850 m, y por el aislamiento de las influencias oceánicas debido a la presencia al norte de la cordillera Cantábrica y de sus estribaciones. La disposición deprimida de la Campiña respecto de Las Loras condiciona la orientación y velocidad de los vientos y la frecuencia de las nieblas. La duración del periodo invernal es amplio (de noviembre a abril), con temperaturas medias que no superan los 10 °C. En el trimestre central de la estación invernal las temperaturas medias no suelen alcanzar siquiera los 3 °C, situándose la media de las mínimas diarias por debajo de 0 °C. El régimen de temperaturas se caracteriza por una fuerte oscilación térmica tanto diaria como anual, con inviernos largos y fríos y unos veranos cortos y relativamente poco calurosos, siendo la primavera y el otoño cortos y poco definidos. Las nevadas son intermitentes, con una frecuencia media de 10 días al año.
La precipitación media anual entre 1960 y 1990 fue de 533 mm.
Las temperaturas máximas absolutas son del orden de 35 °C debido a momentos de penetración de aire procedente del Sahara, que causa un calor agobiante.

## Espacios naturales
Casi un tercio de la superficie del término está incluida en el Lugar de Importancia Comunitaria (LIC) n.º ES4120093 y en la Zona de Especial Protección para las Aves (ZEPA) Humada-Peña Amaya, n.º ES0000192.
Buena parte del municipio de Sotresgudo está ocupado por hábitats naturales de interés comunitario. Entre ellos, se han identificado uno de carácter prioritario: Zonas subestépicas de gramíneas y anuales del Thero Brachypodietea (hábitat 6220). Las presentes Normas Urbanísticas Municipales establecen que este hábitat prioritario afecta a aproximadamente 168 hectáreas, en su mayor parte en el exterior de los sitios de la Red Natura 2000 designados en el término, por su amplia distribución y carácter común en las campiñas agrícolas meridionales.
En el municipio de Sotresgudo se localizan distintos montes tapizando los taludes y culminaciones de las loras. Ninguno está incluido en el Catálogo de Montes de Utilidad Pública.
Respecto a la vegetación, el municipio de Sotresgudo se encuentra enclavado en la región Mediterránea, presentando la siguiente caracterización biogeográfica:
Región Mediterránea
Subregión Mediterránea occidental
Superprovincia Mediterráneo-Iberolevantina
Provincia Castellano-Maestrazgo-Manchega
Sector Castellano-Duriense
La vegetación actual incluye encinares, melojares, tomillares-pradera, otros matorrales sustitutivos del quejigar (Erica vagans y Genista occidentalis), vegetación casmofítica, praderas higrófilas, setos espinosos, ruderales y arvenses, vegetación de ribera, vegetación de humedal y pinares.

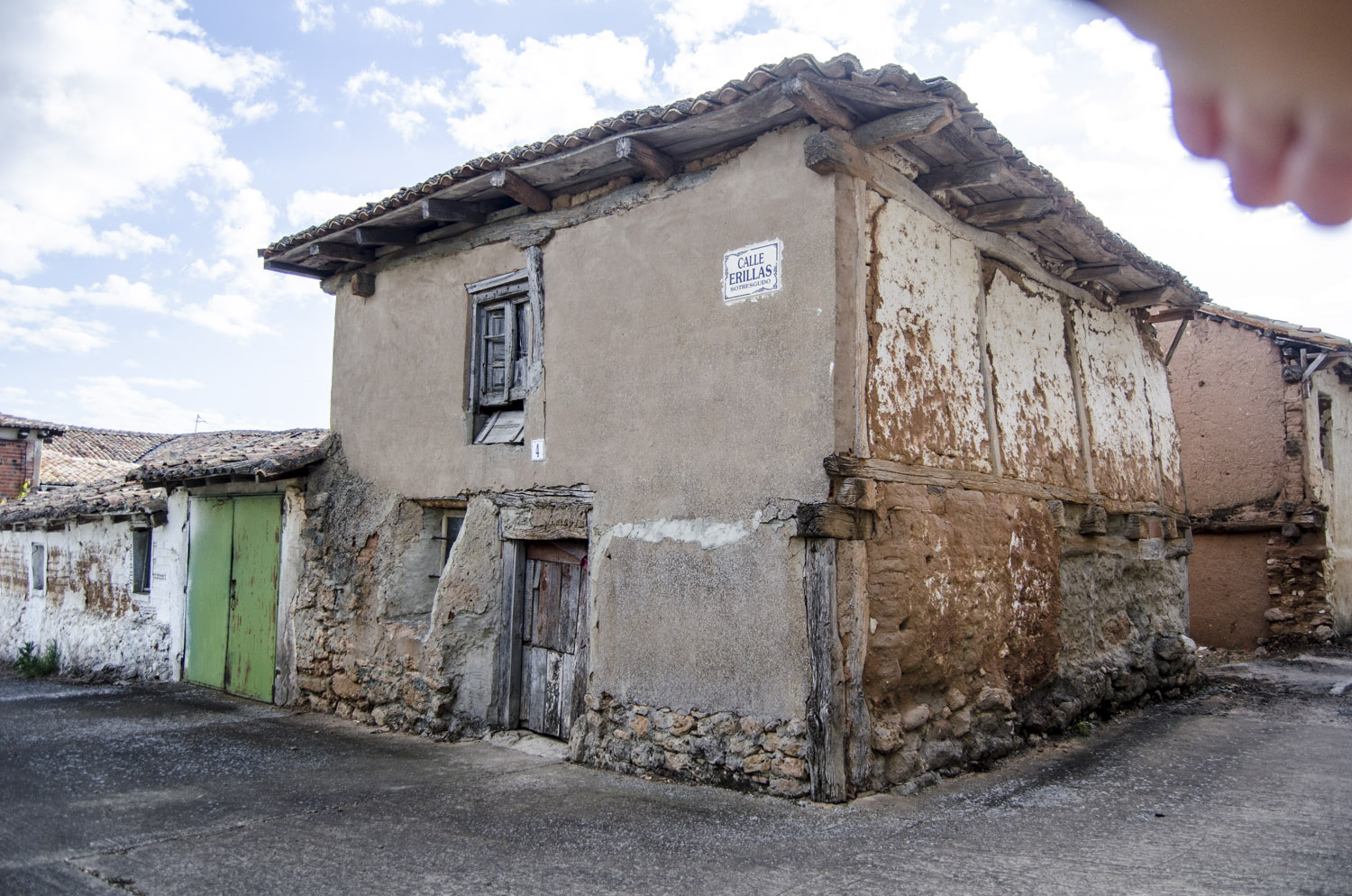
Arquitectura tradicional en la localidad de Sotresgudo.

## Historia

### Prehistoria
En el año 1999 se catalogó la presencia en el término de San Martín de un yacimiento de la Edad del Bronce. Se asienta en la parte baja de la ladera del cerro de Tortolondro. Había cerámica hecha a mano, de cocción reductora, de paredes finas y medias y decoración incisa en el borde.
En 1999 se identificó un yacimiento prehistórico en el término de Valdesantamaría, habiéndose identificado cerámicas de elaboración a mano de pastas de color negro y dos láminas de sílex. El yacimiento tiene una gran escazez de hallazgos lo que podría deberse a las labores agrícolas que ha sufrido el terreno a lo largo de los años. La cronología de este yacimeinto no se ha podido determinar.
En el término de La Mula se ha identificado un yacimiento arqueológico prehistórico de cronología indeterminada, habiéndose hallado trozos del cuerpo y un fondo de vasijas hechas a mano, de pastas de color negro o pardo.
En el término de La Revilla se ha identificado un yacimiento arqueológico prehistórico de cronología indeterminada, habiéndose hallado trozos del cuerpo de vasijas hechas a mano de pastas de color negro o pardo, y un fondo plano de grandes dimensiones.

### Edad Antigua
Por el término de Sotresgudo pasaba brevemente la vía romana de Segisamone a Pisoraca (de Sasamón a Herrera de Pisuerga).

### Edad Media
El paraje donde se ubica la ermita de San Cristóbal fue, tal vez, de acuerdo con las características físicas del terreno que le rodea, una mota medieval.
La primera referencia documental de que se tiene noticia data de 1215. Se trata de un documento por el que Enrique I de Castilla confirma las donaciones que hizo su padre, Alfonso VIII, al palentino monasterio de San Andrés del Arroyo. En dicho documento se cita a Sanctum Martinum de Sotosesgudo.
En un documento de 1250 aparece denominado como Sotosgudo.
En el Libro Bececerro de las Behetrías, 1352, se le denomina igualmente Sotosgudo. En esta época la realeza protegía la cría caballar en Sotresgudo.
A mediados del siglo XIV era lugar de la reina. Estaba dividido en los barrios de San Miguel, que se correspondería con el actual Sotresgudo, y de San Cristóbal, en el entorno de la ermita homónima. Entre ambos núcleos está la ermita de Nuestra Señora de Entrambosbarrios, hoy capilla del cementerio.
En el siglo XVI tenía 75 vecinos y una pila (una parroquia).
Sotresgudo tenía la consideración de lugar, que formaba parte de la Jurisdicción de Villadiego en el Partido de Villadiego, uno de los catorce que formaban la Intendencia de Burgos durante el periodo comprendido entre 1785 y 1833; en el Censo de Floridablanca de 1787 era jurisdicción de señorío secular, siendo su titular el Duque de Frías, quien nombraba alcalde pedáneo.

### Edad Moderna
Madoz describe a esta localidad a mediados del siglo XIX como un lugar en la provincia, audiencia territorial, capitanía general y diócesis de Burgos. Partido judicial de Villadiego. Situado en un llano. Clima frío. Tiene 100 casas, escuela de instrucción primaria, una iglesia parroquial (San Miguel) atendida por un cura párroco. El término confina al norte con Amaya y Villavedón, al este con Sandoval de la Reina, al sur con Guadilla de Villamar y al oeste con Canizal y Salazar de Amaya. En él se encuentra una ermita dedicada a Nuestra Señora de Entrambosbarrios. El terreno es de buena calidad. Le cruzan dos riachuelos. Los caminos son locales y se hallan en mediano estado. El correo lo recogen los interesados en Villadiego. Produce cereales, legumbres, lino y vino de calidad inferior. Cría ganado vacuno y lanar. Población: 90 vecinos con 300 habitantes.
En 1886 contaba con 407 habitantes; su alcalde era Eustaquio Benito, secretario Vidal Martín, juez municipal Marcelino Miguel y fiscal Gregorio Manzanal; párroco Clemente Benito. La localidad de Sotresgudo tenía un profesor de instrucción pública (José Vallejo), un estanquero (Martín Vidal), herrero (Ramón Paúl), médico (Bernardino Pérez) y dos tejedores (Higinio García y León García).

## Demografía
Sotresgudo cuenta con una población de 420 habitantes (INE 2024).
| Gráfica de evolución demográfica de Sotresgudo entre 1842 y 2021 |
| |
| Población de derecho según los censos de población del INE. Población de hecho según los censos de población del INE.Entre el censo de 1981 y el anterior, crece el término del municipio porque incorpora a Amaya, Barrio de San Felices, Cuevas de Amaya, Guadilla de Villamar, Salazar de Amaya y Sotovellanos. |

| 1981 |  | 1991 |  | 1996 |  | 2001 |  | 2004 |  | 2013 |  | 2017 |
| ---- |  | ---- |  | ---- |  | ---- |  | ---- |  | ---- |  | ---- |
| 928  |  | 833  |  | 800  |  | 683  |  | 645  |  | 512  |  | 461  |

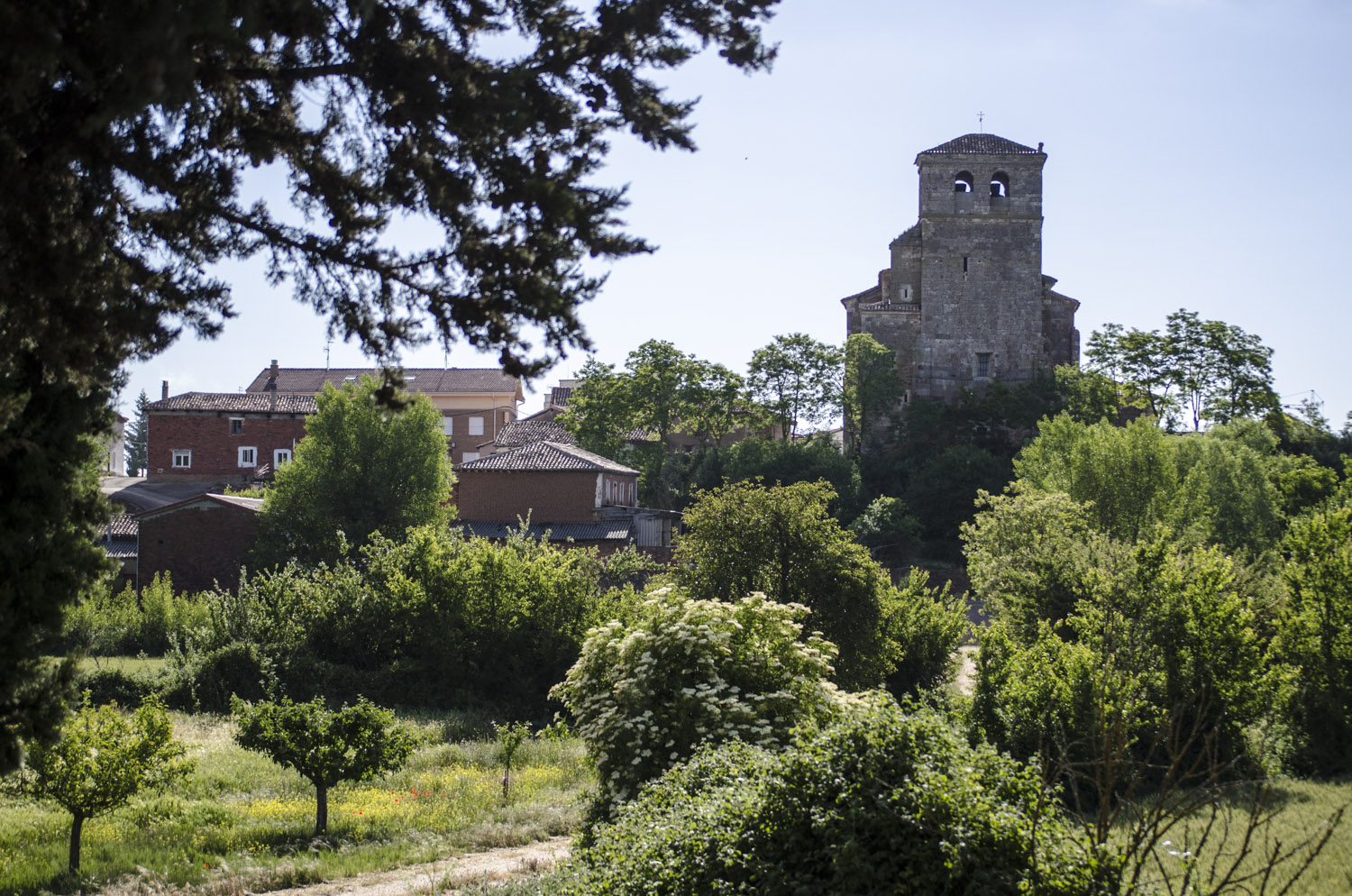
Desde la ermita de Entrambosbarrios
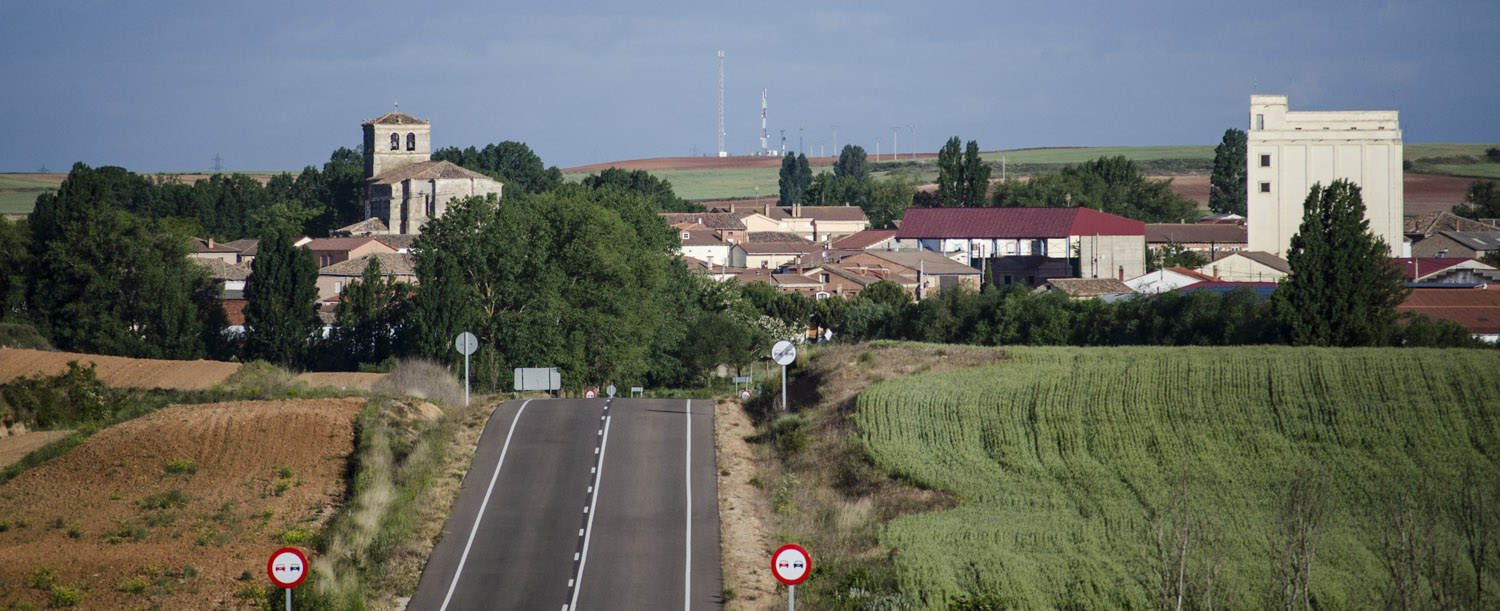
Viniendo desde Sandoval de la Reina
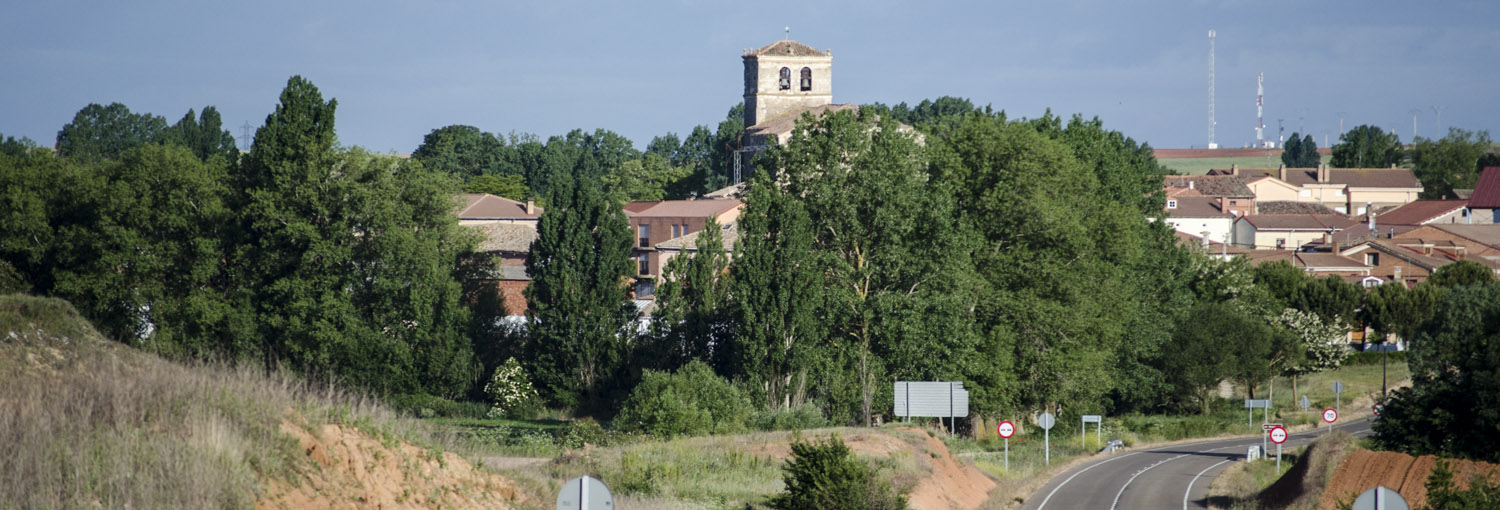
Viniendo desde Sandoval de la Reina
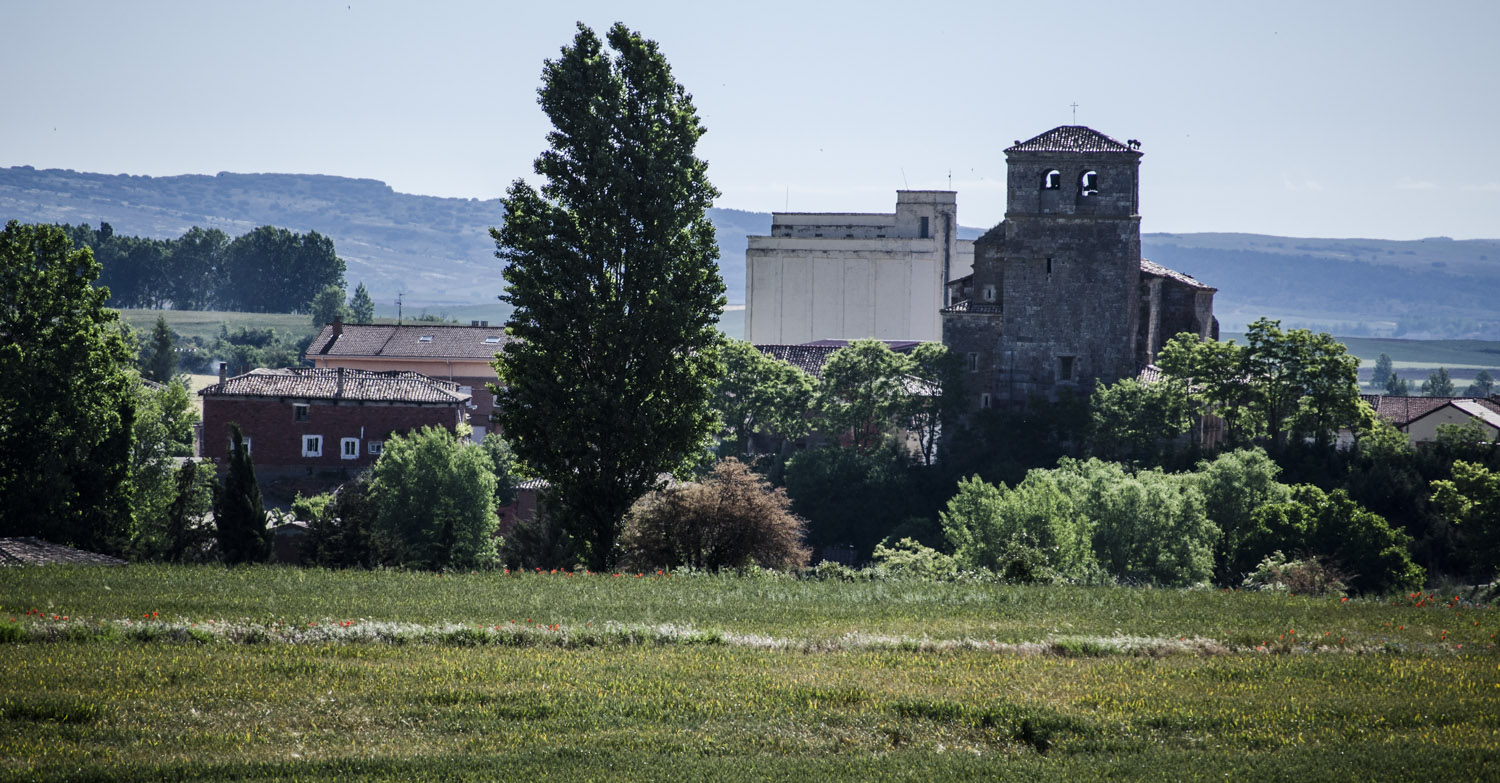
Desde San Cristóbal
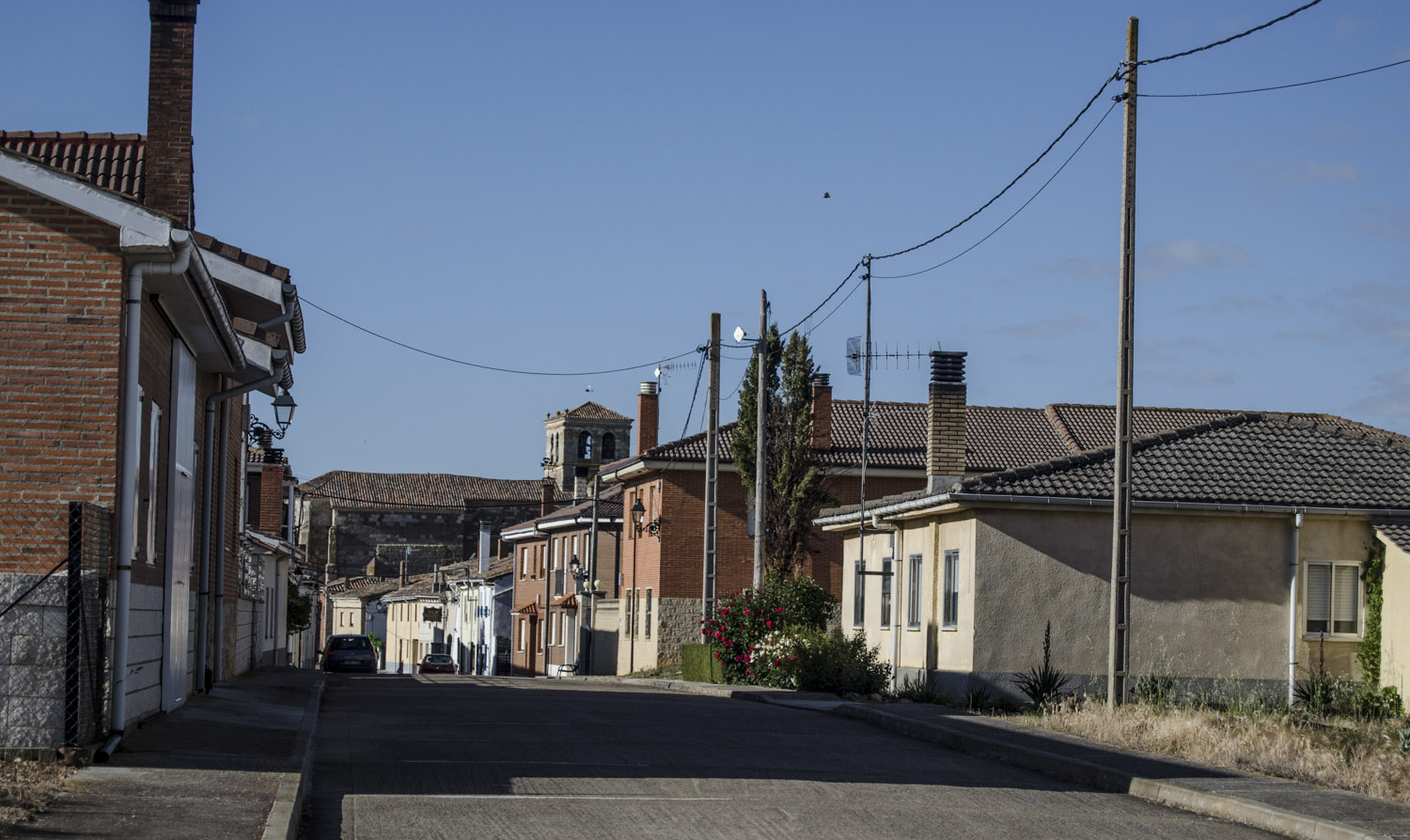
Casco urbano
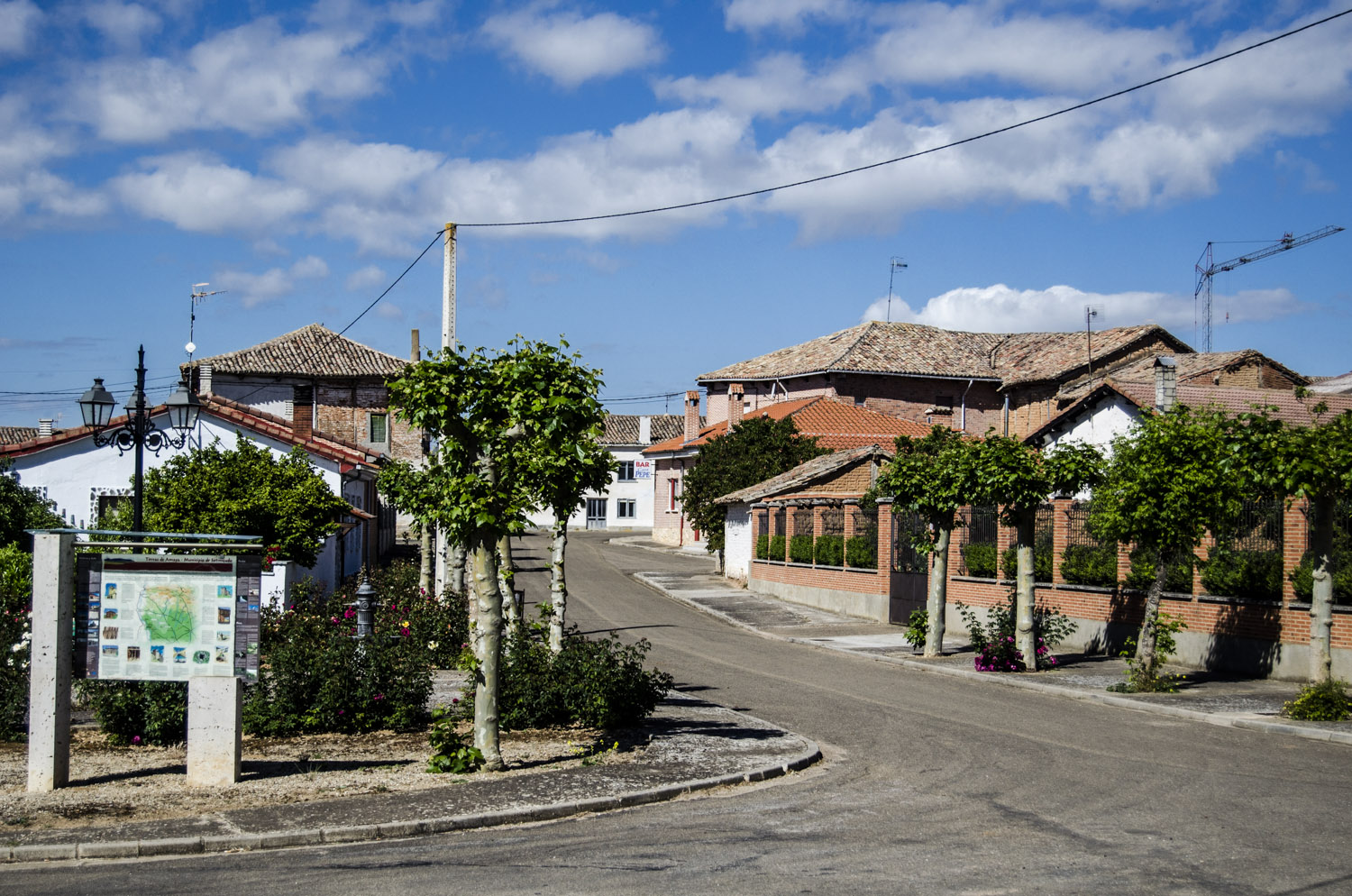
Casco urbano

## Economía

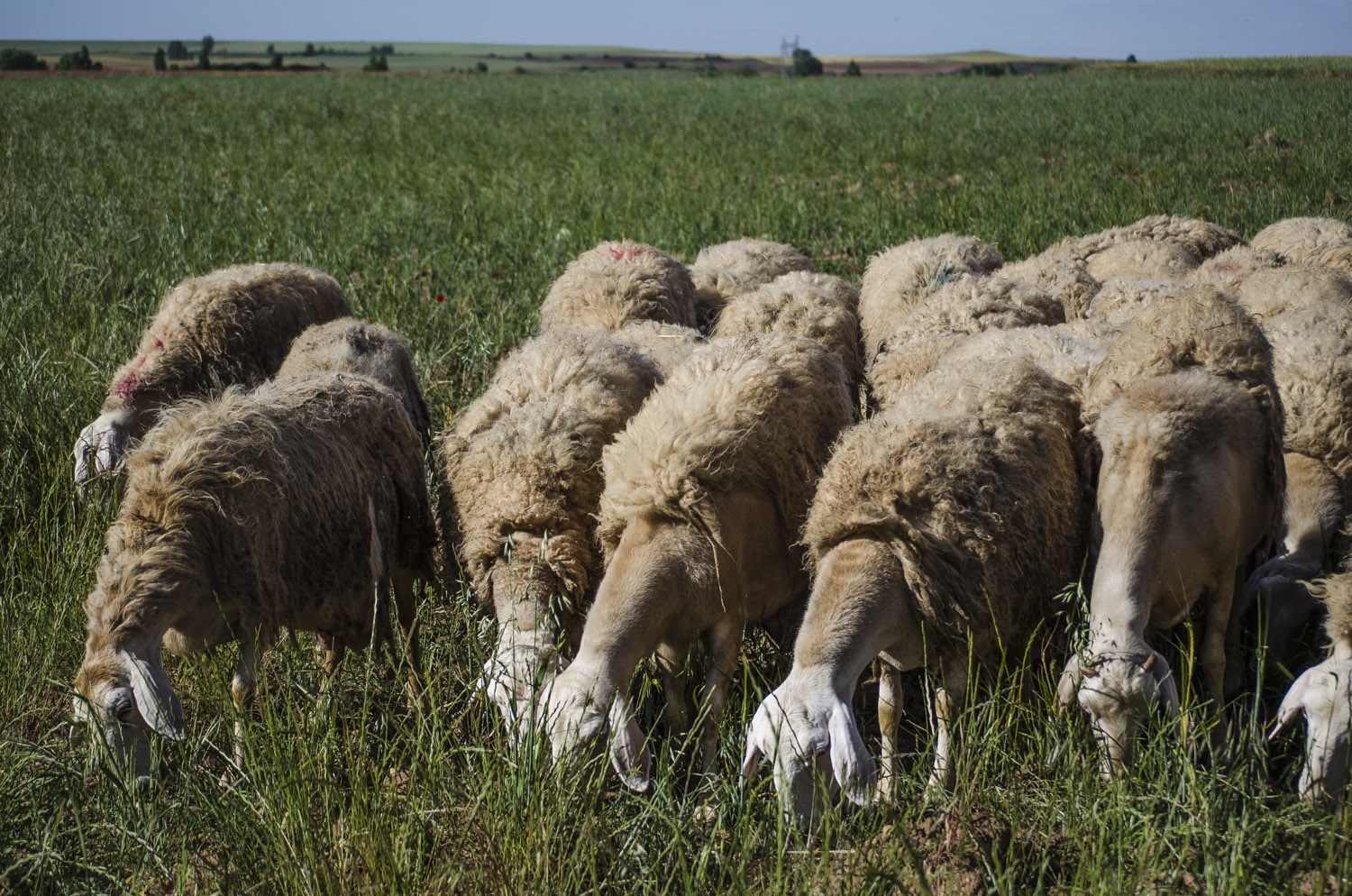
Ovejas de raza Assaf en Sotresgudo.

Sector agrario
Agricultura intensiva.
Ganado vacuno lechero estabulado. Ganado lanar semiextensivo.
Servicios agrícolas.
Cooperativa agraria.
Industria
Ebanistería.
Herrero.
Panadería.
Servicios
Farmacia.
Bar.

### Equipamientos
| - Edificio de usos múltiples. - Antigua escuela. - Consultorio médico. - Potro. | - Báscula. - Frontón / Espacio de fútbol sala. - Pista de baloncento. - Área de juegos infantiles. |

## Cultura

### Patrimonio

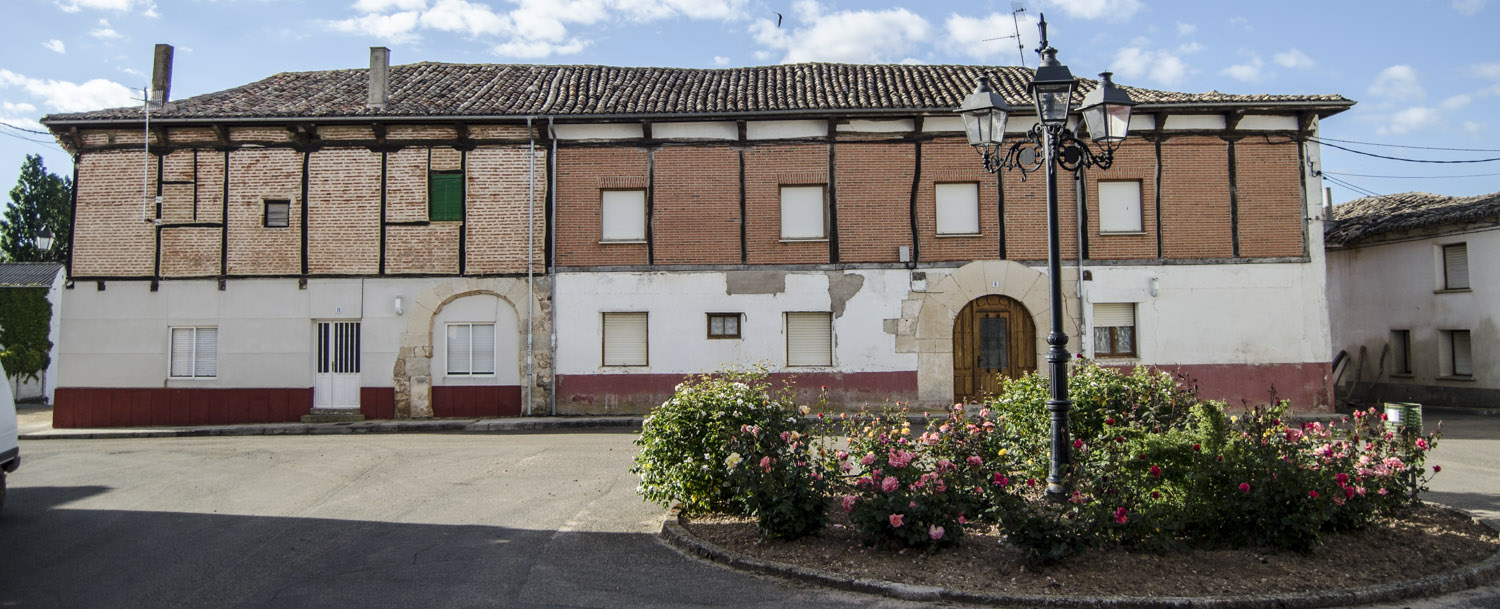
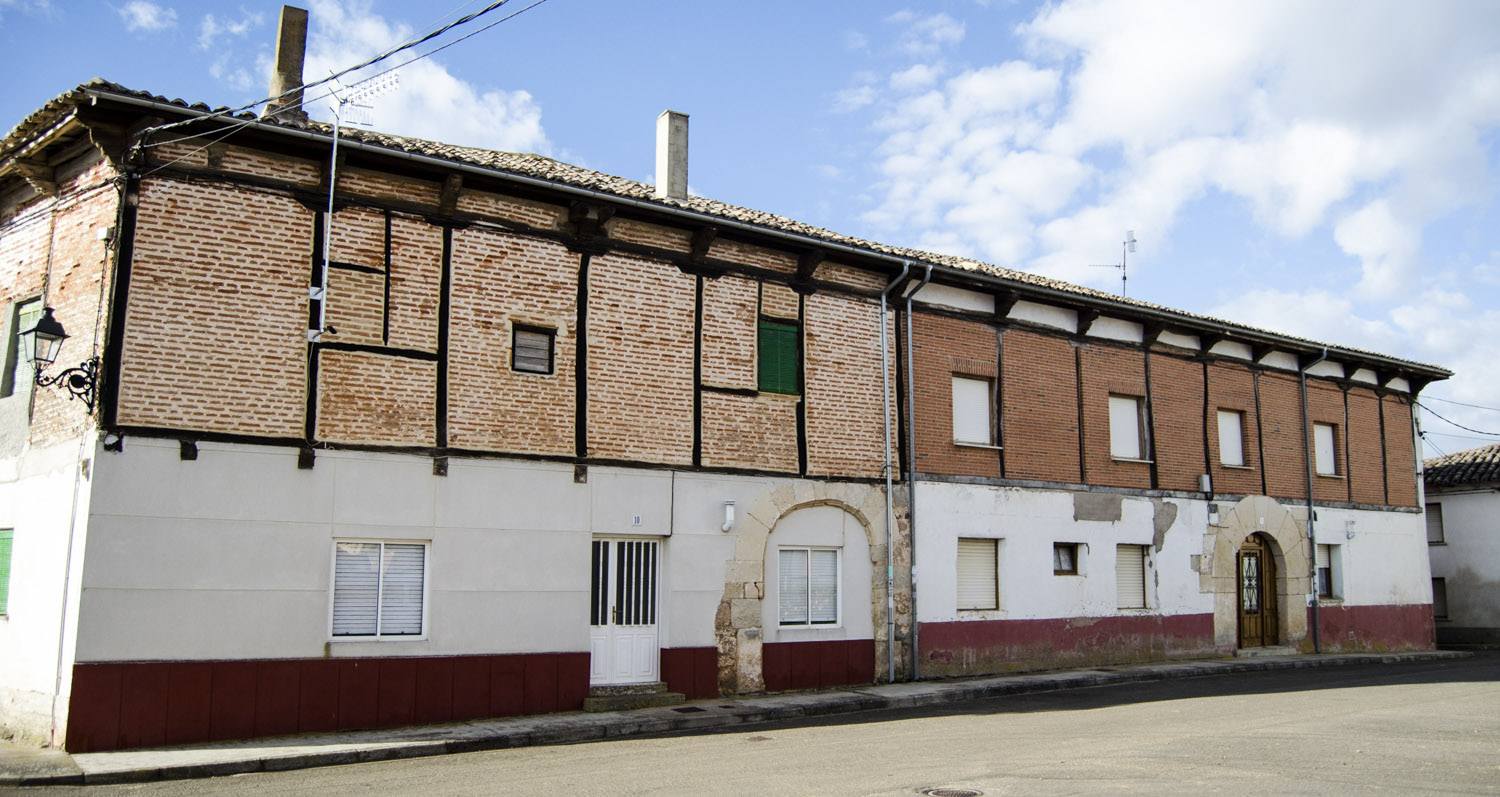
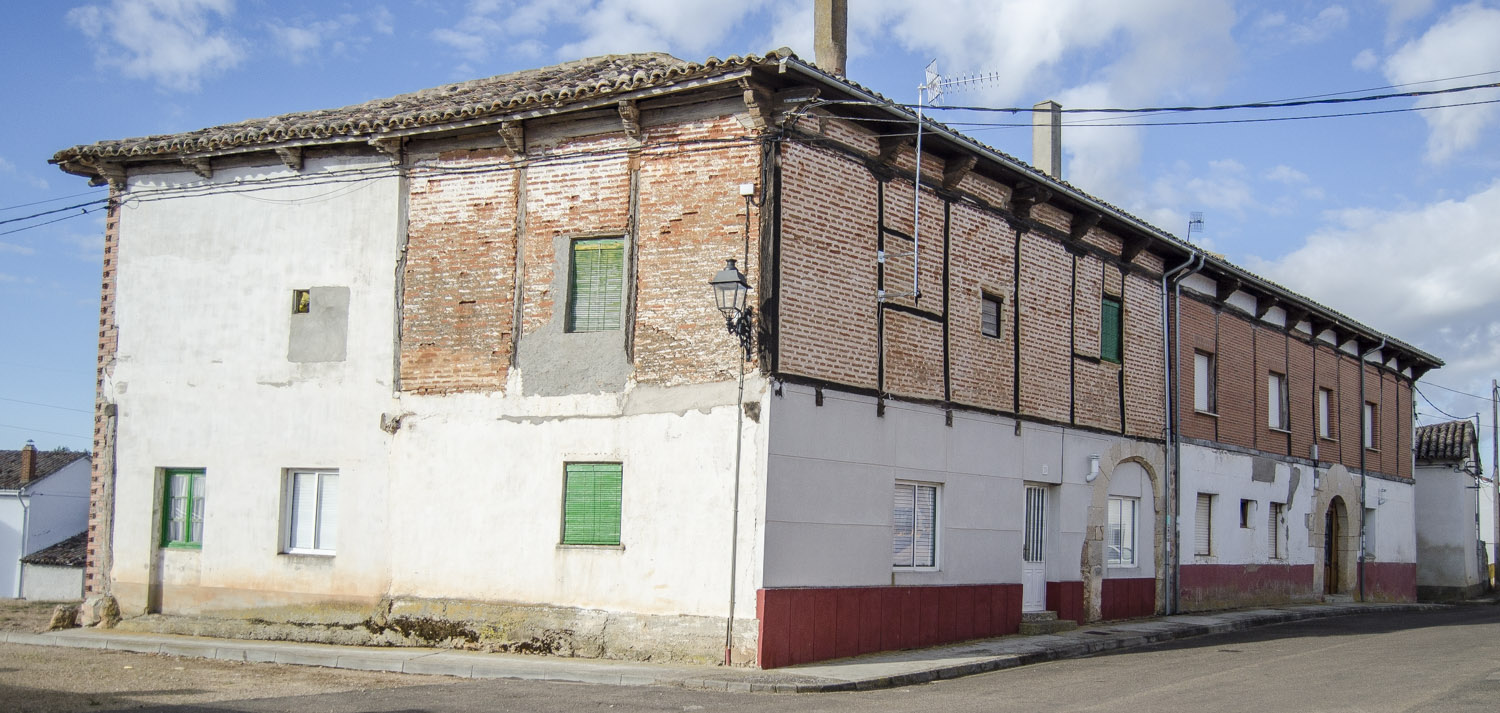
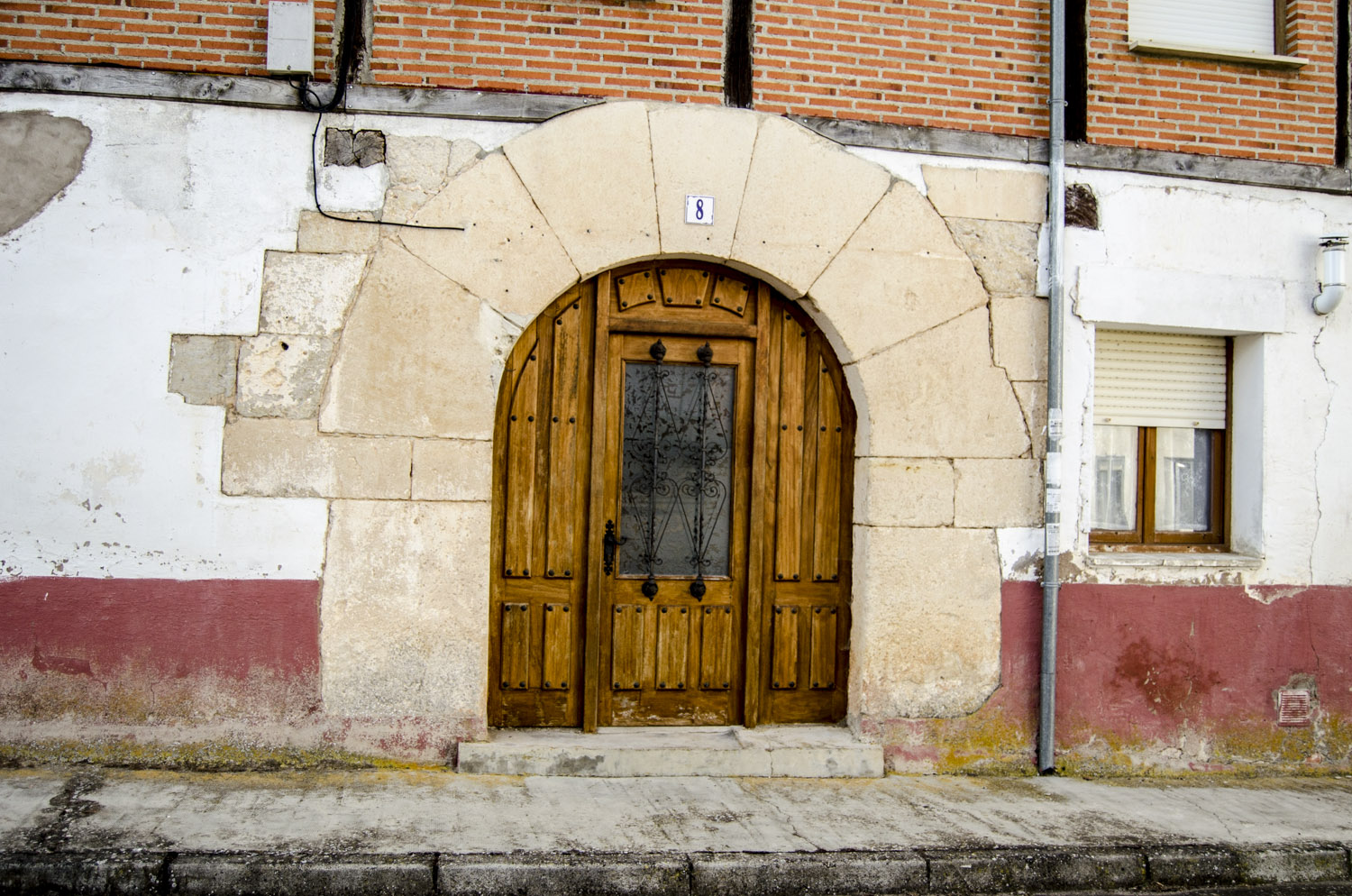

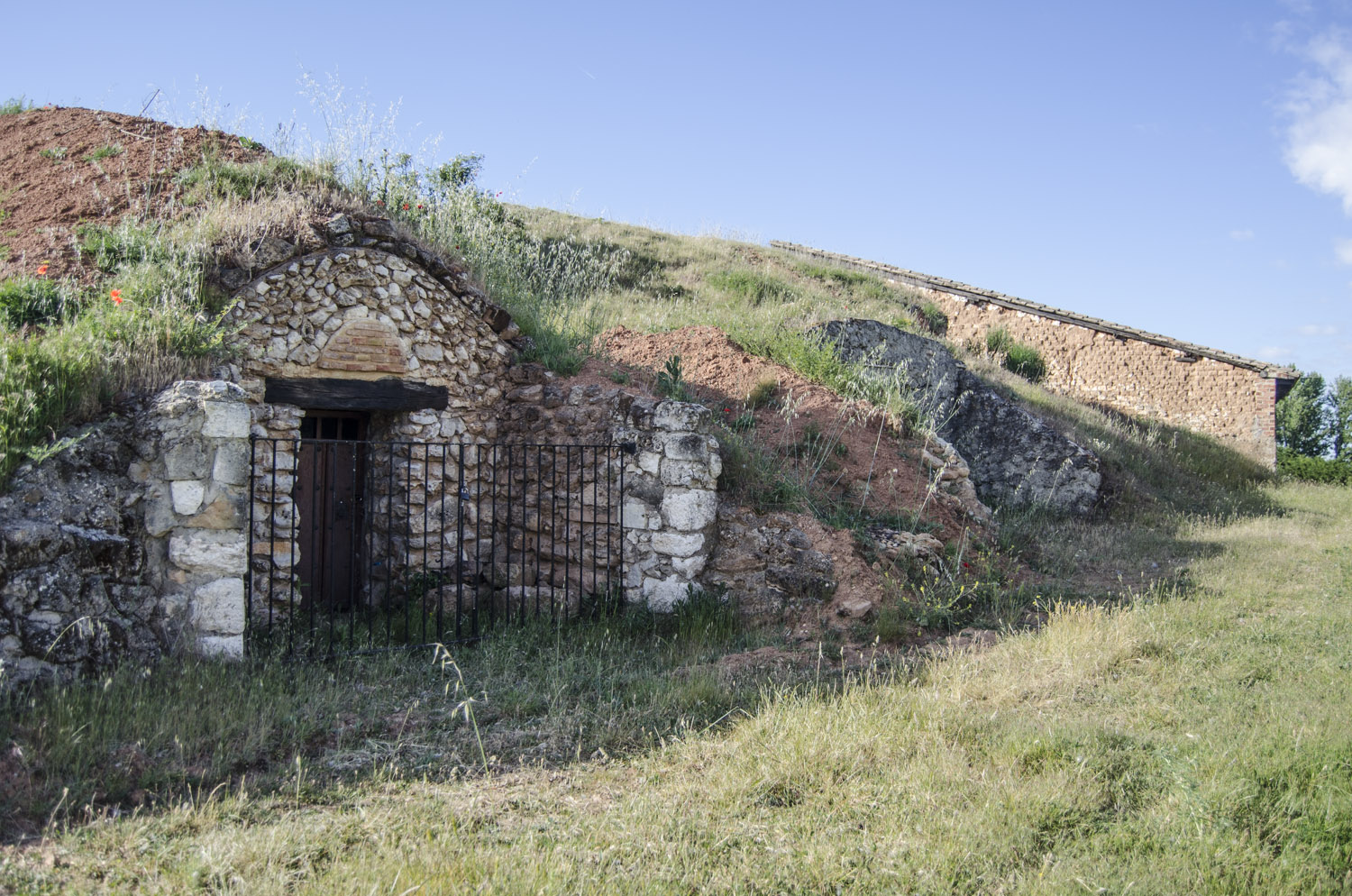
Bodegas.
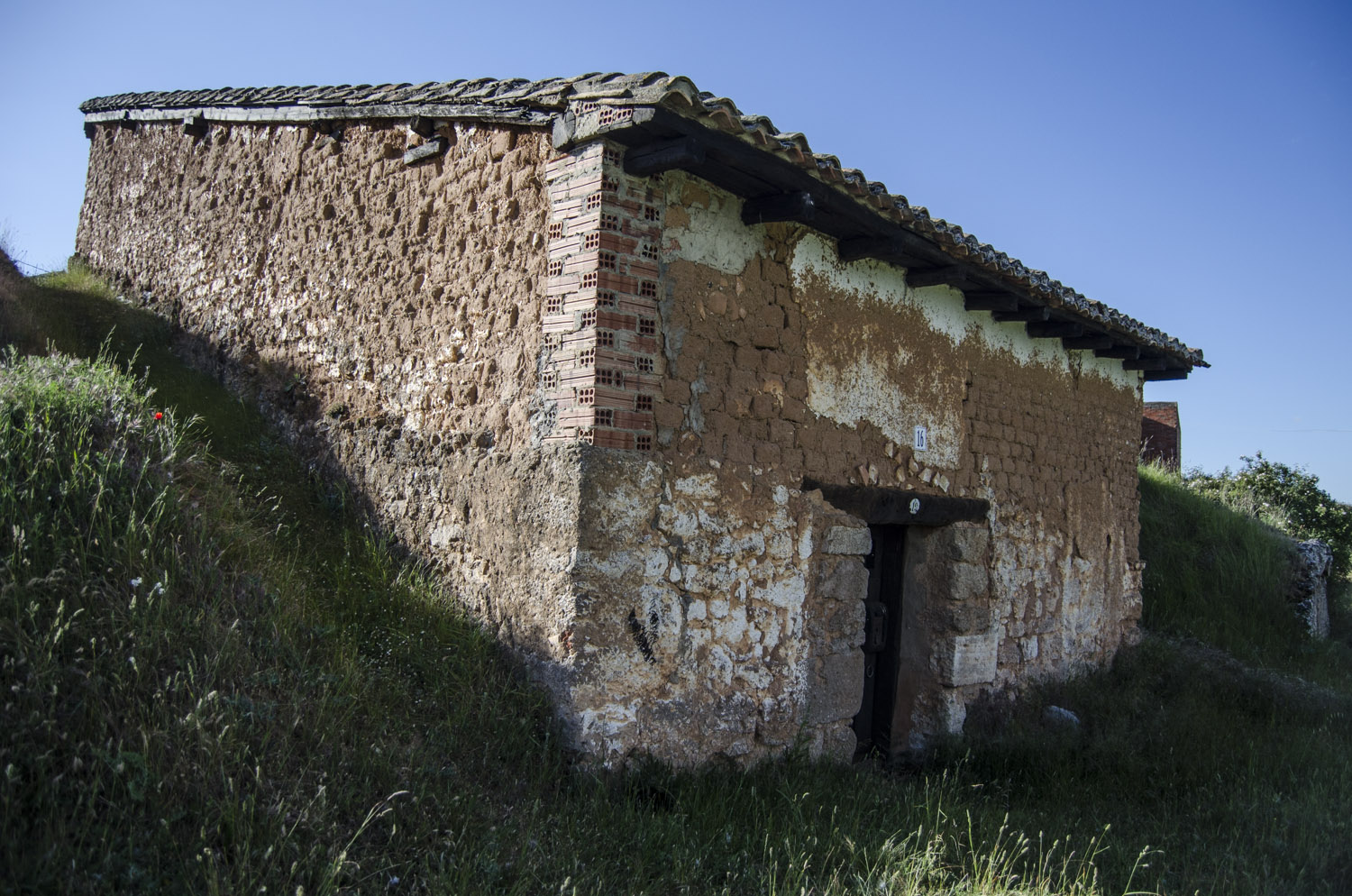
Bodegas.

Iglesia de San Miguel Se ubica sobre una ligera elevación del terreno. Construida en el siglo XVI. En 1673 se le añadió la sacristía. Del templo románico que le precedió sólo se conserva la portada al sur, a base de un arco de medio punto con tres arquivoltas, una lisa y las otras dos decoradas con mediascañas y ajedrezado. Pórtico de traza renacentista. La pila baustimal es románica tardía con influencia gótica. Escalera de caracol, con torre campanario del siglo XVIII. Alberga un retablo atribuido al artista Juan de Valmaseda, considerado como el iniciador de la escuela palentina de escultura.

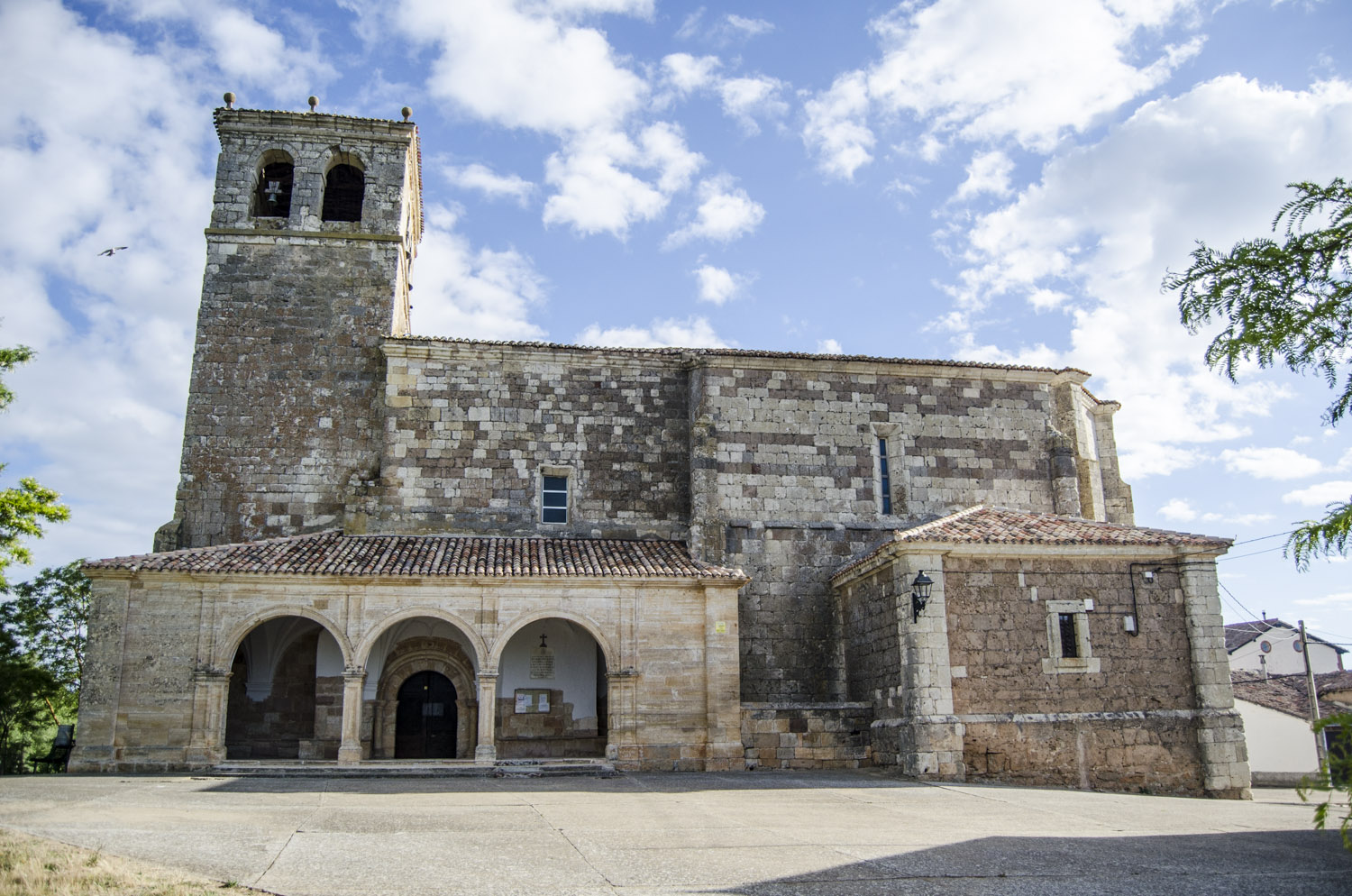
Iglesia de San Miguel
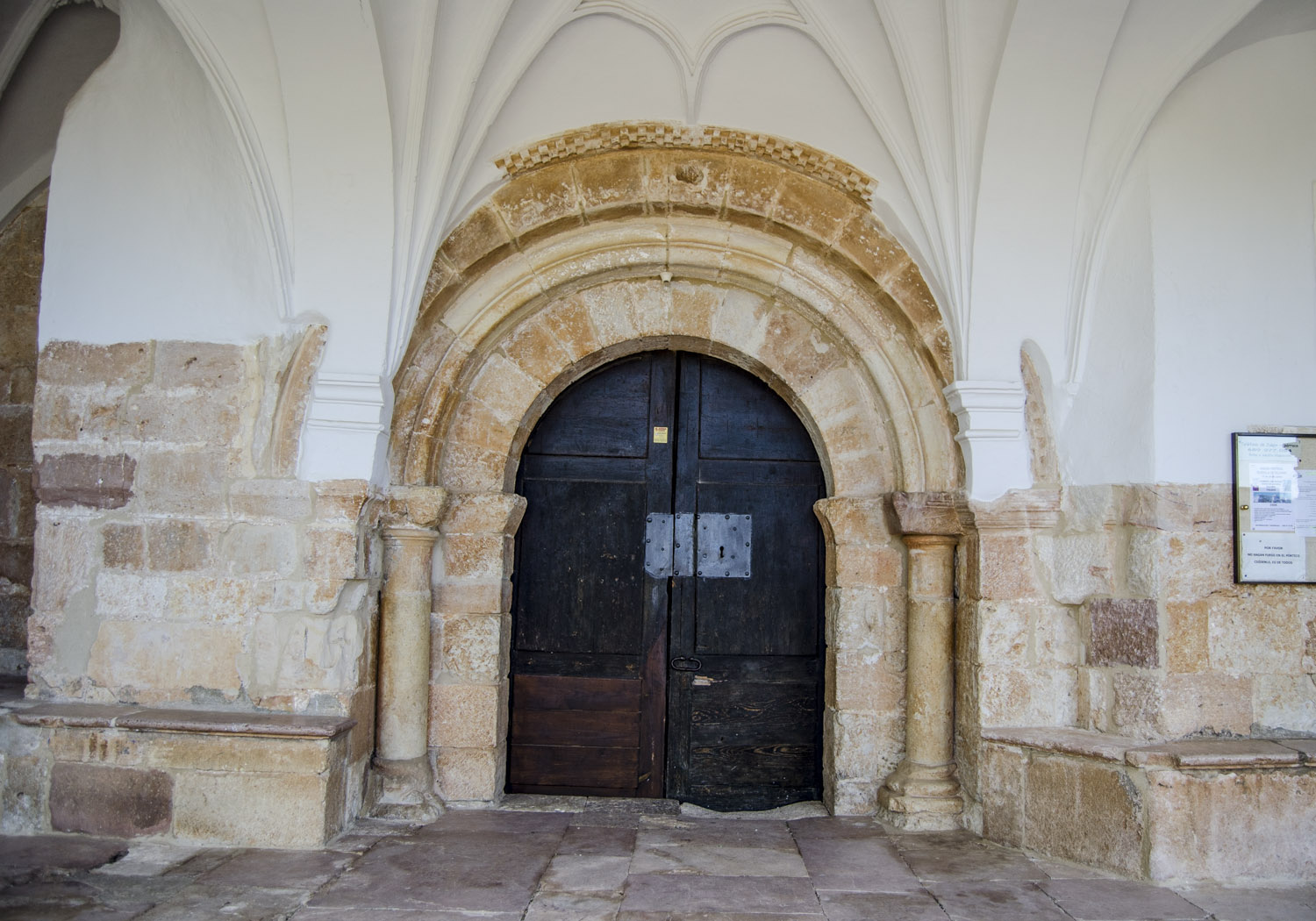
Portada románica.
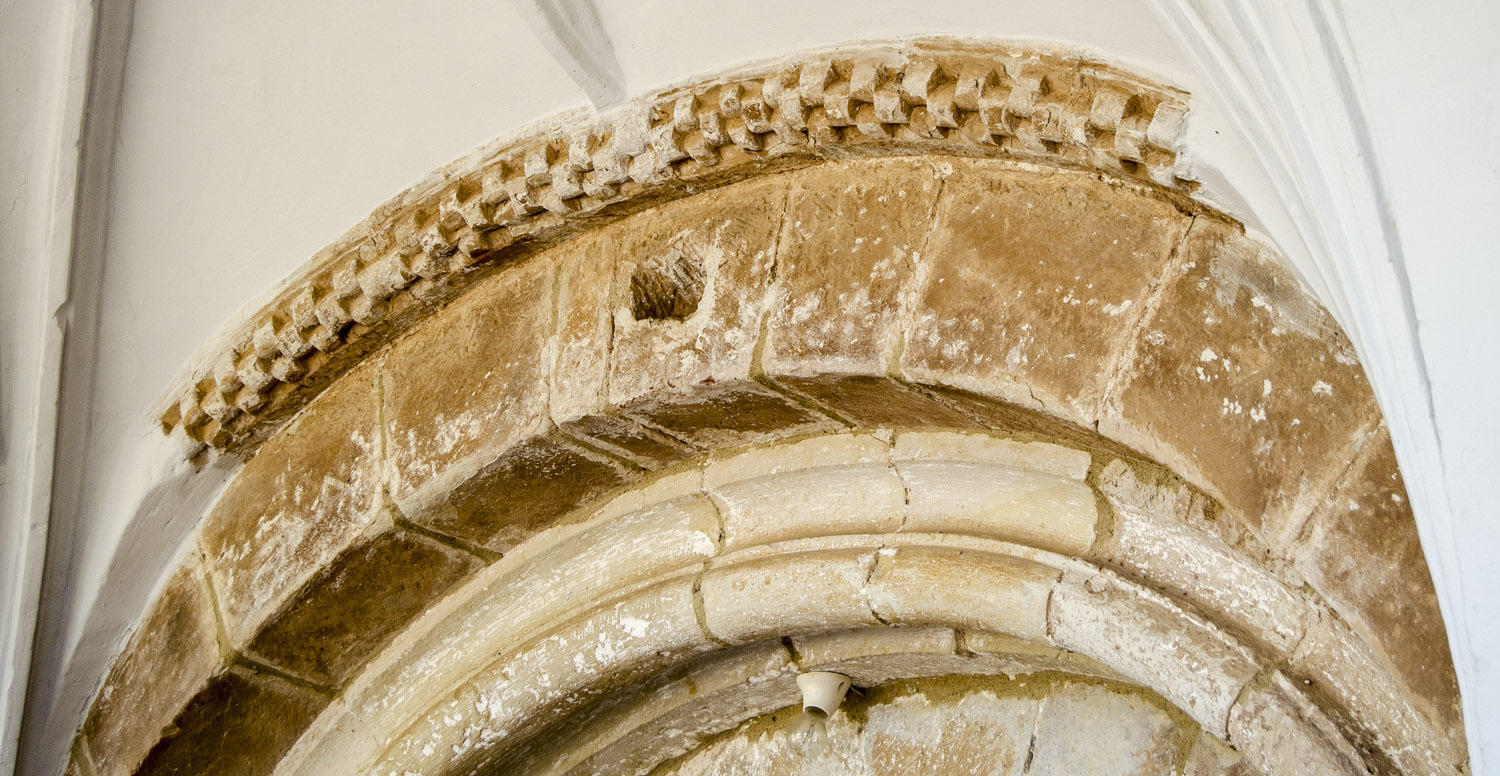
Detalle de la portada románica.
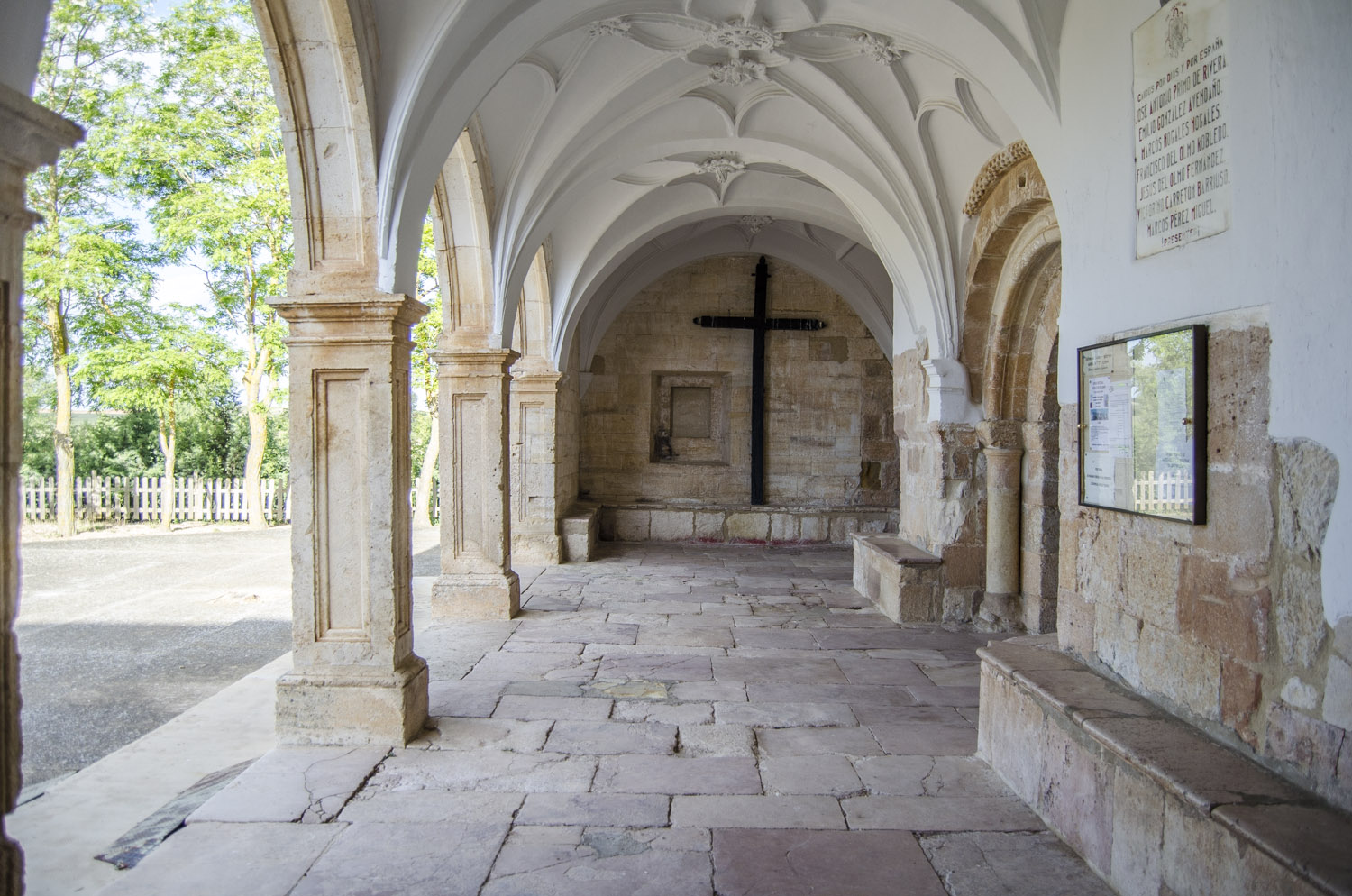
Atrio.
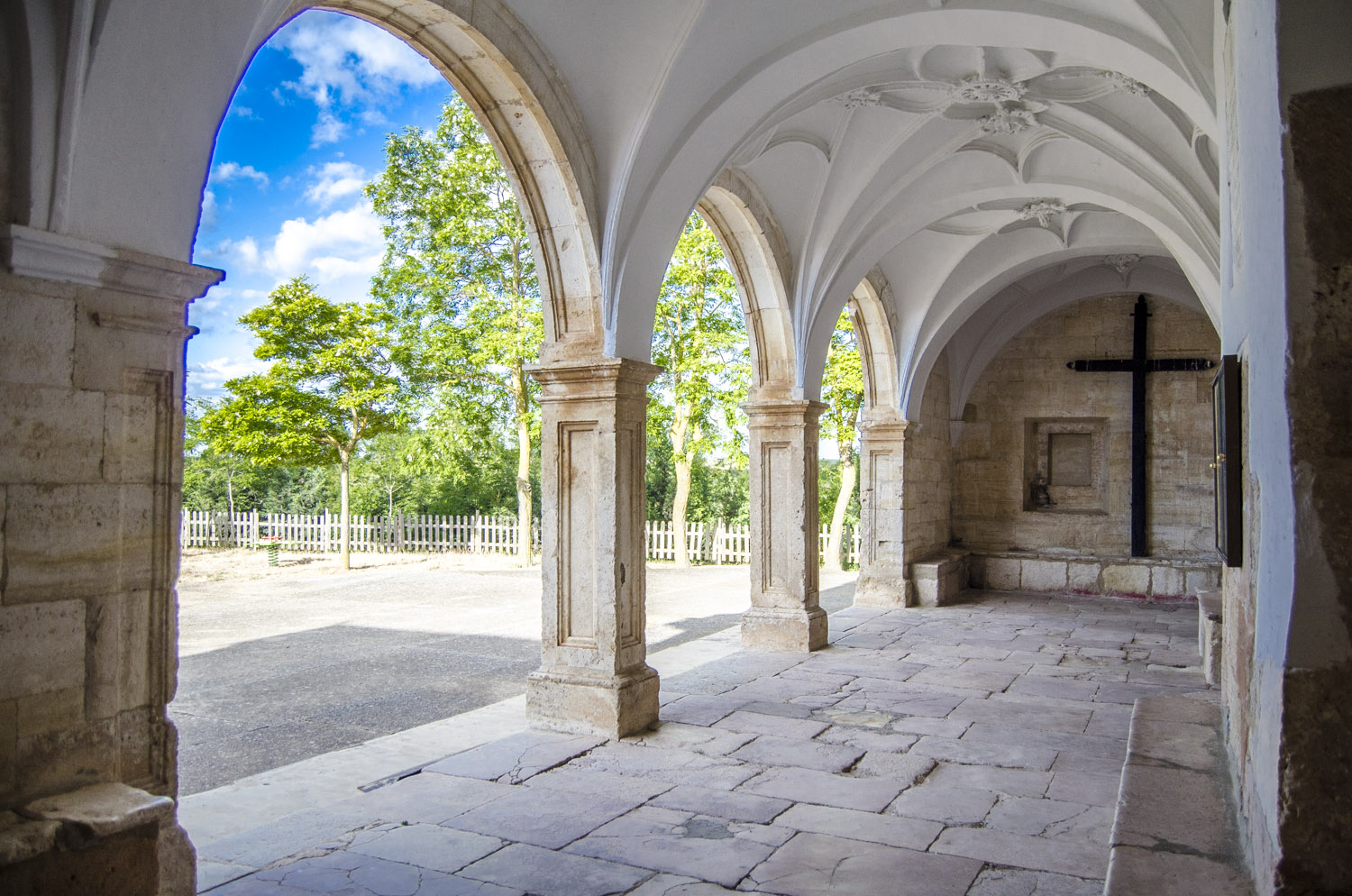
Atrio.
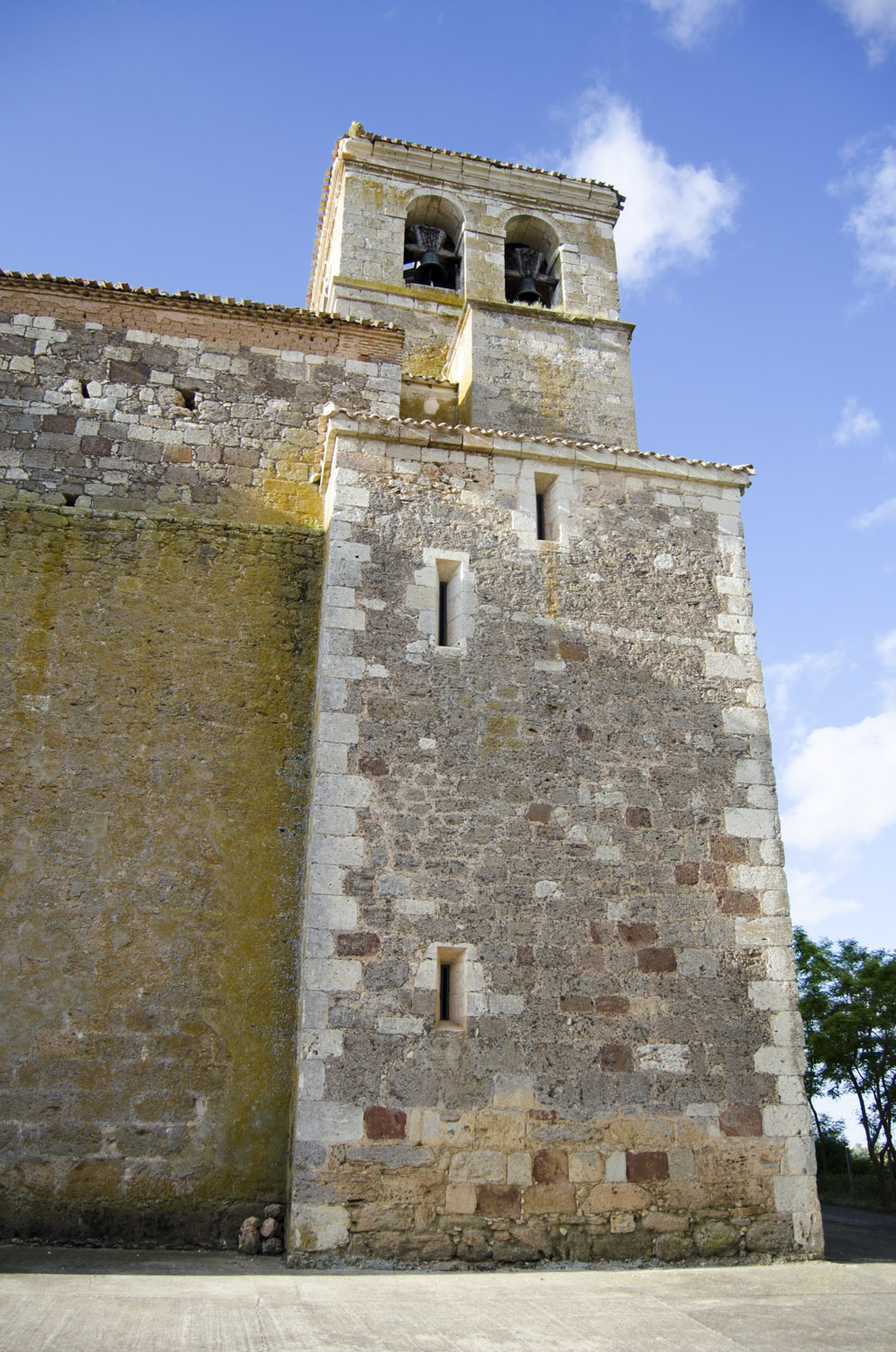
Torre. Norte.

Ermita de San Cristóbal
Es un templo románico sencillo, construido alrededor de 1200. Ubicada en un paraje aislado, en alto, cerca del pueblo. Nave única, de mampostería con sillares en las esquinas. Ábside a base de buenos sillares, semicircular, con dos ventanas de arcos de medio punto. Cabecera con dos columnas con capiteles decorados. Cornisa de bolas sujeta con canecillos con figuras de animales y de exhibicionistas. Portada con cuatro arquivoltas lisas. La cara norte es ciega y tiene un husillo para acceder a la cubierta. En el arco triunfal las columnas tienen capiteles con figuras (leones y máscaras). Tiene añadidos de los ss. XVII y XVIII. Espadaña barroca. Tiene similitudes con las iglesias de Castrillo de Riopisuerga, Hinojal de Riopisuerga, Fuente Úrbel e Hijosa de Boedo.

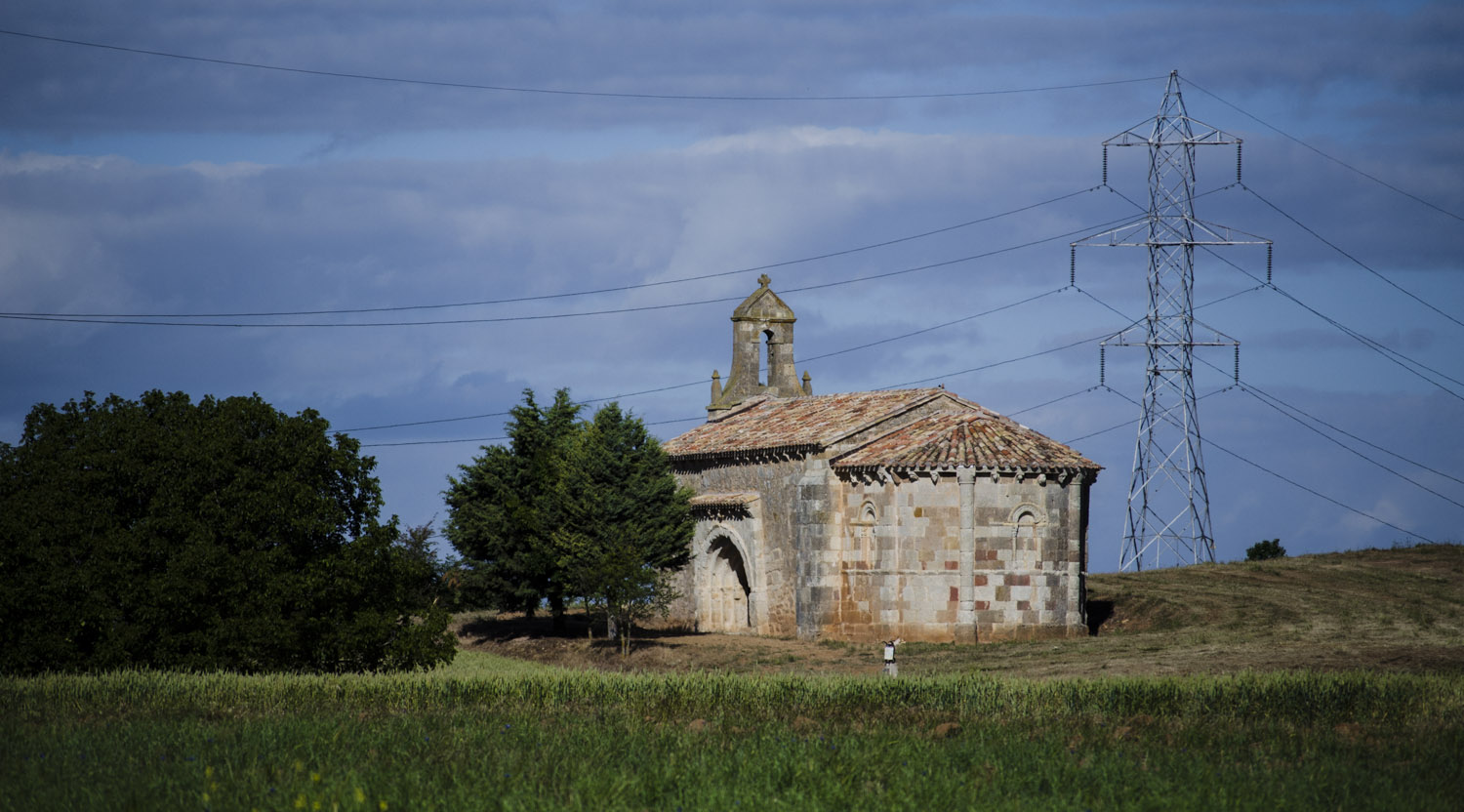
Ermita de San Cristóbal en su entorno.
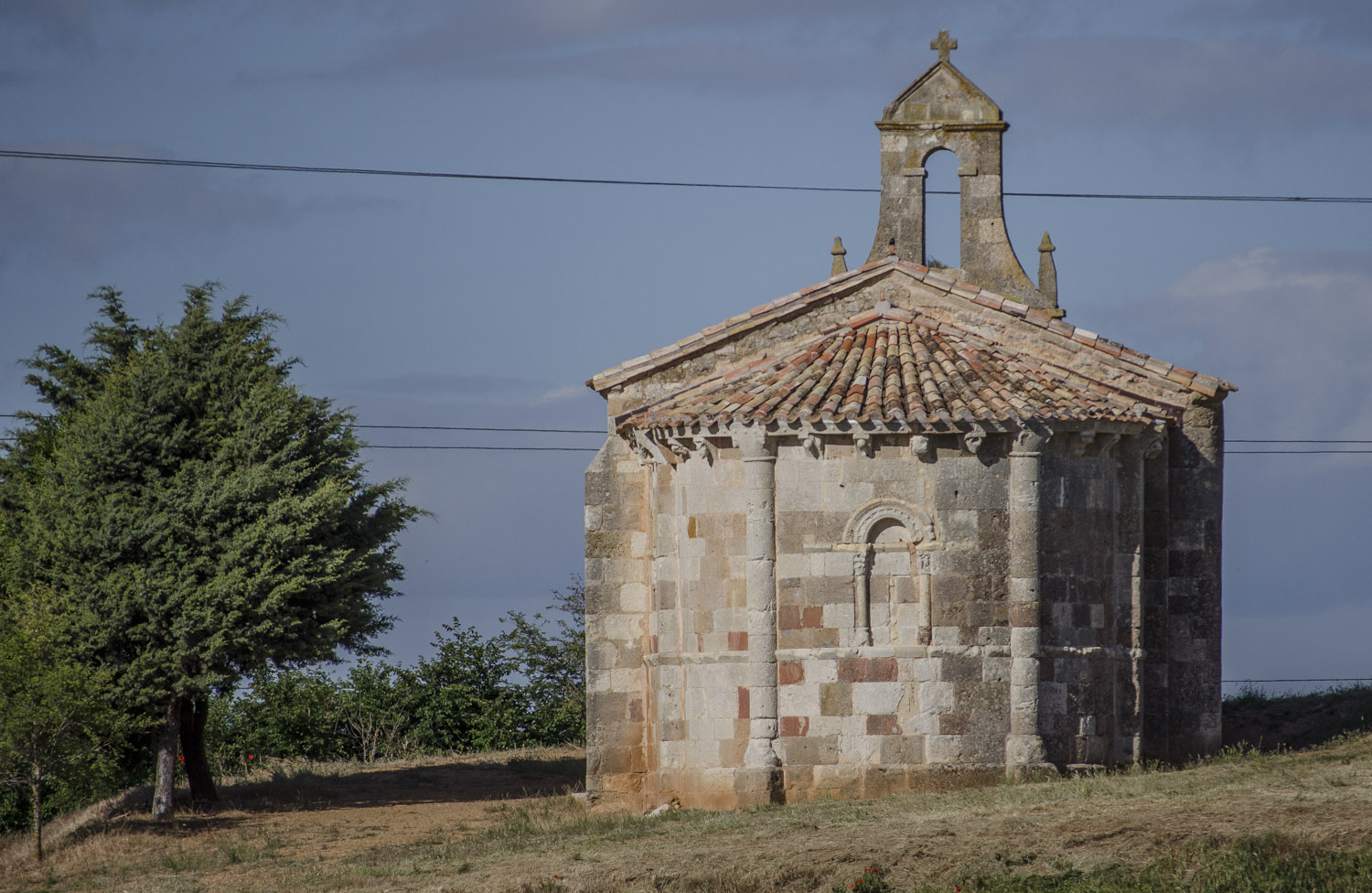
Ábside.
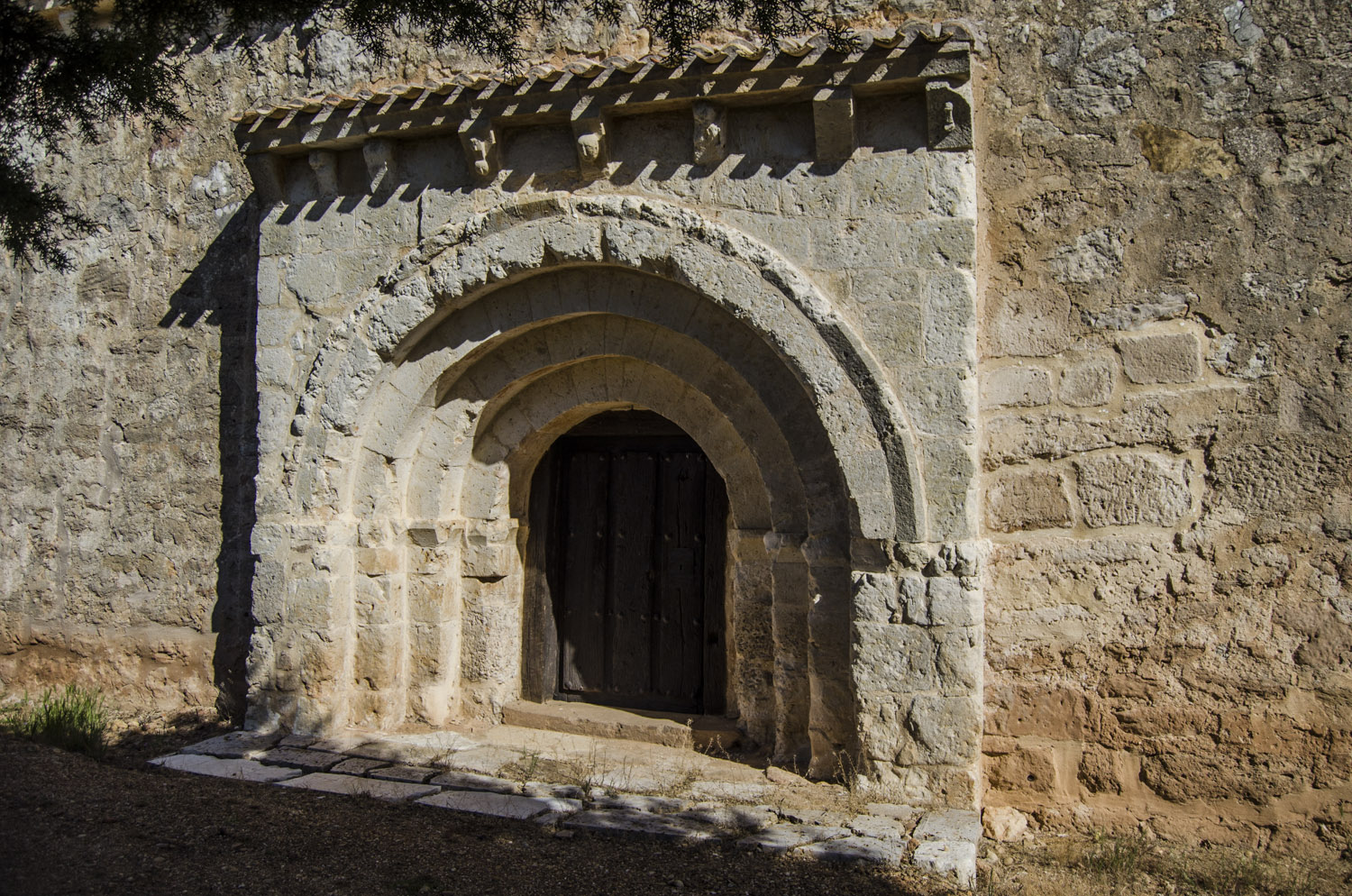
Portada.
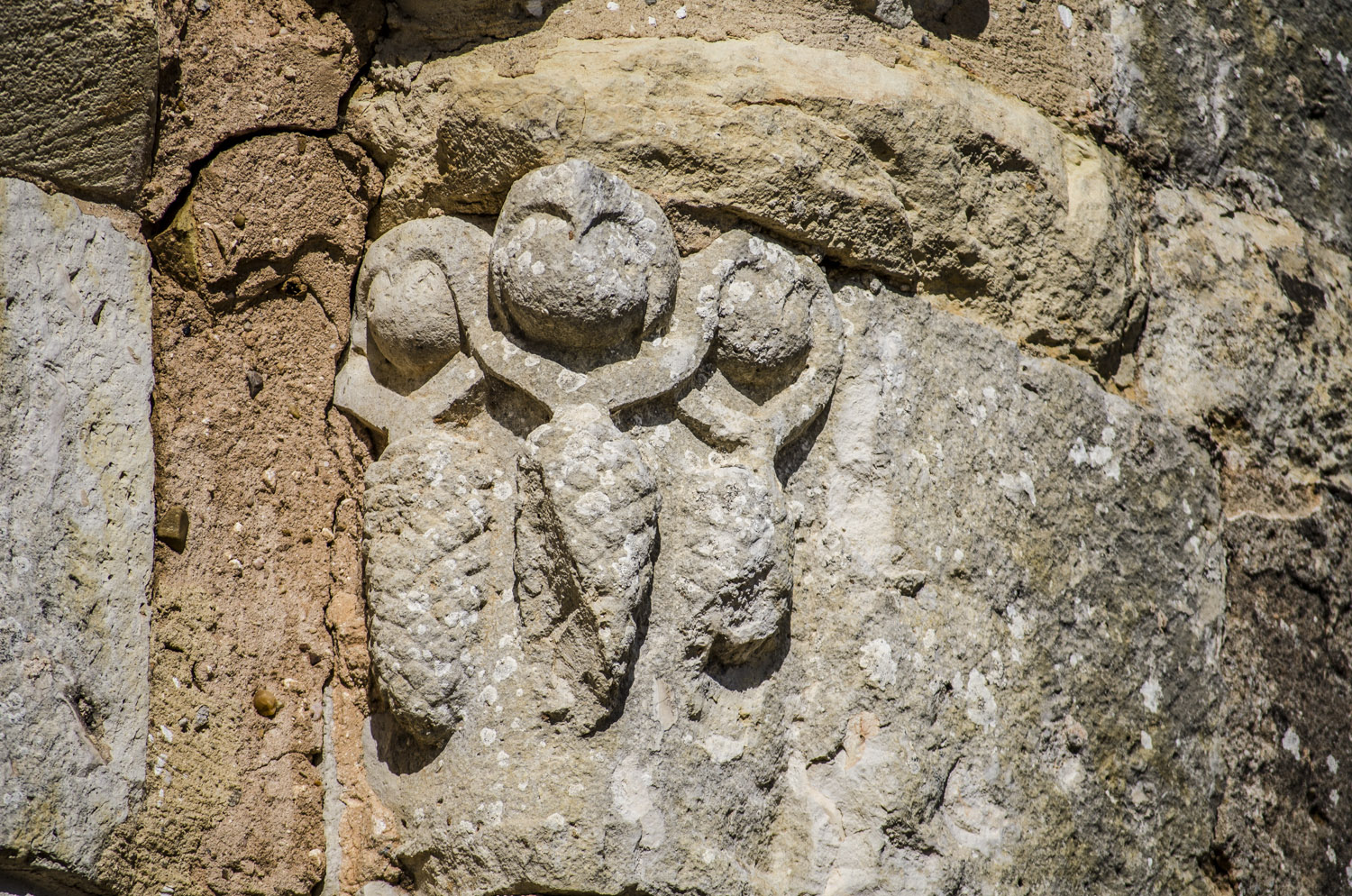
Capitel (sirenas).

Ermita de Nuestra Señora de Entrambosbarrios Actualmente capilla del cementerio. Intervenciones realizadas en el siglo XXI han sustituido parte de los muros originales por otros de ladrillo. No tiene huecos de iluminación ni elementos decorativos especiales. Es de construcción tosca y austera.

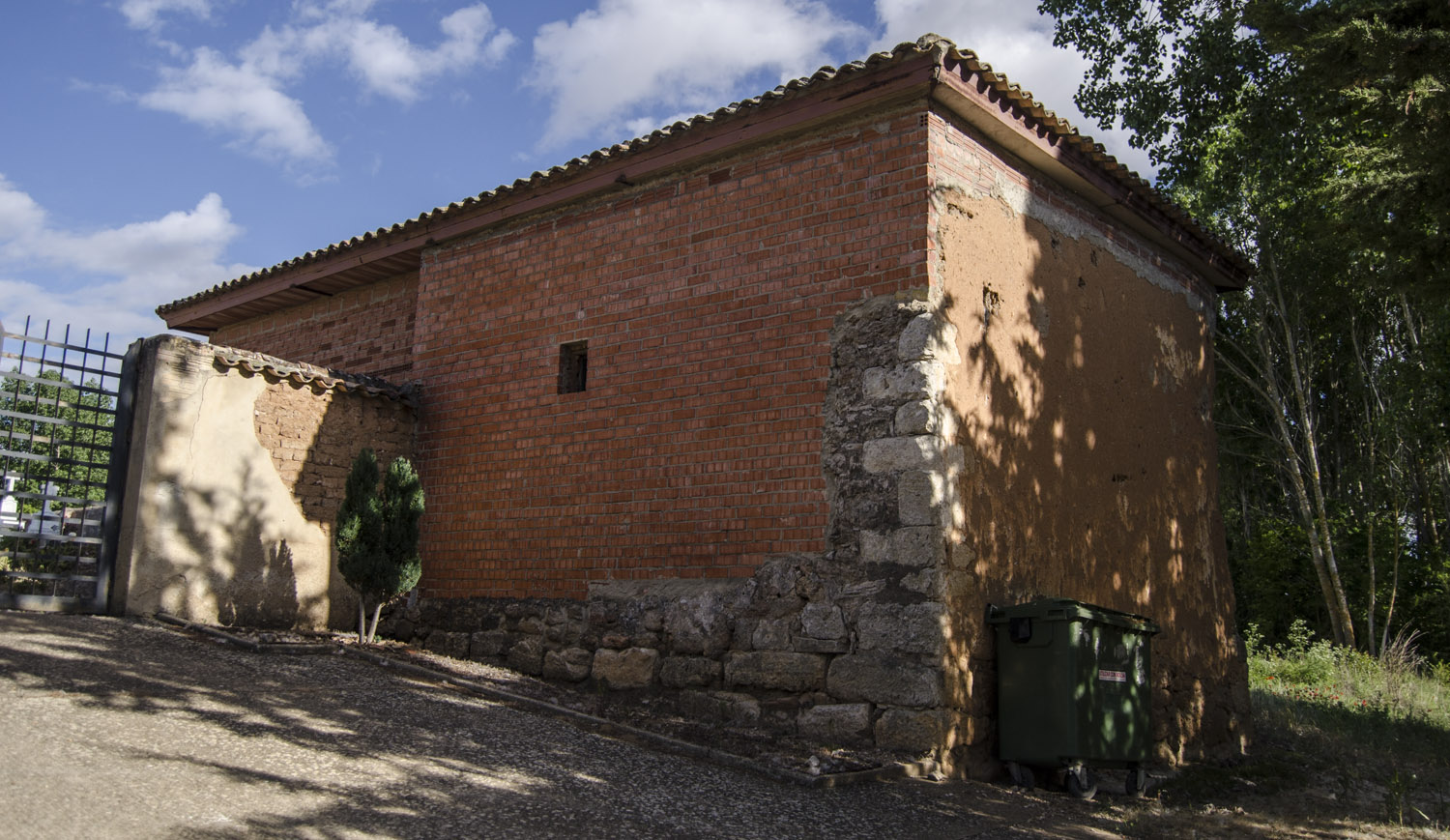
Ermita de Entrambosbarrios.
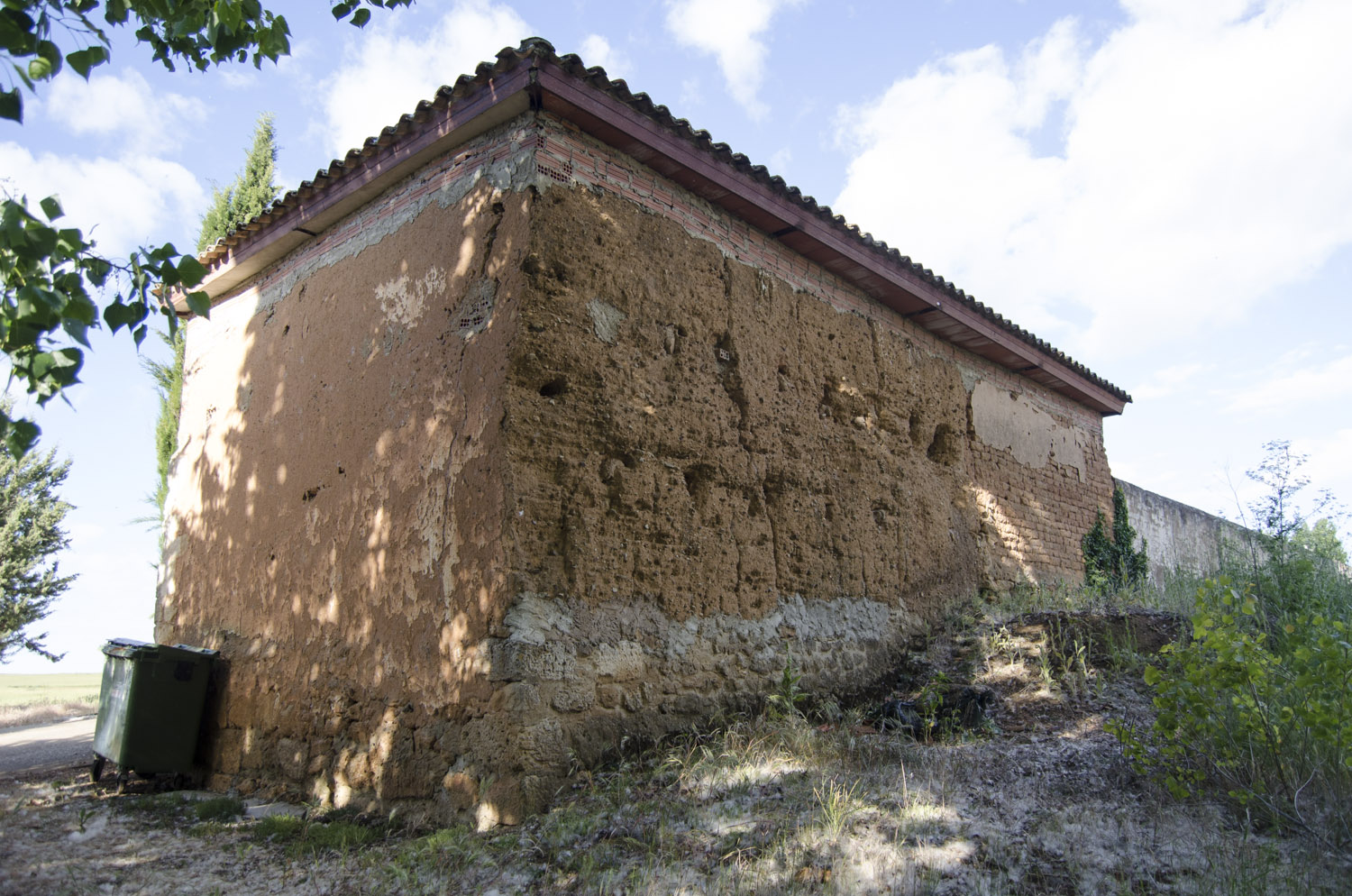
Ermita de Entrambosbarrios.
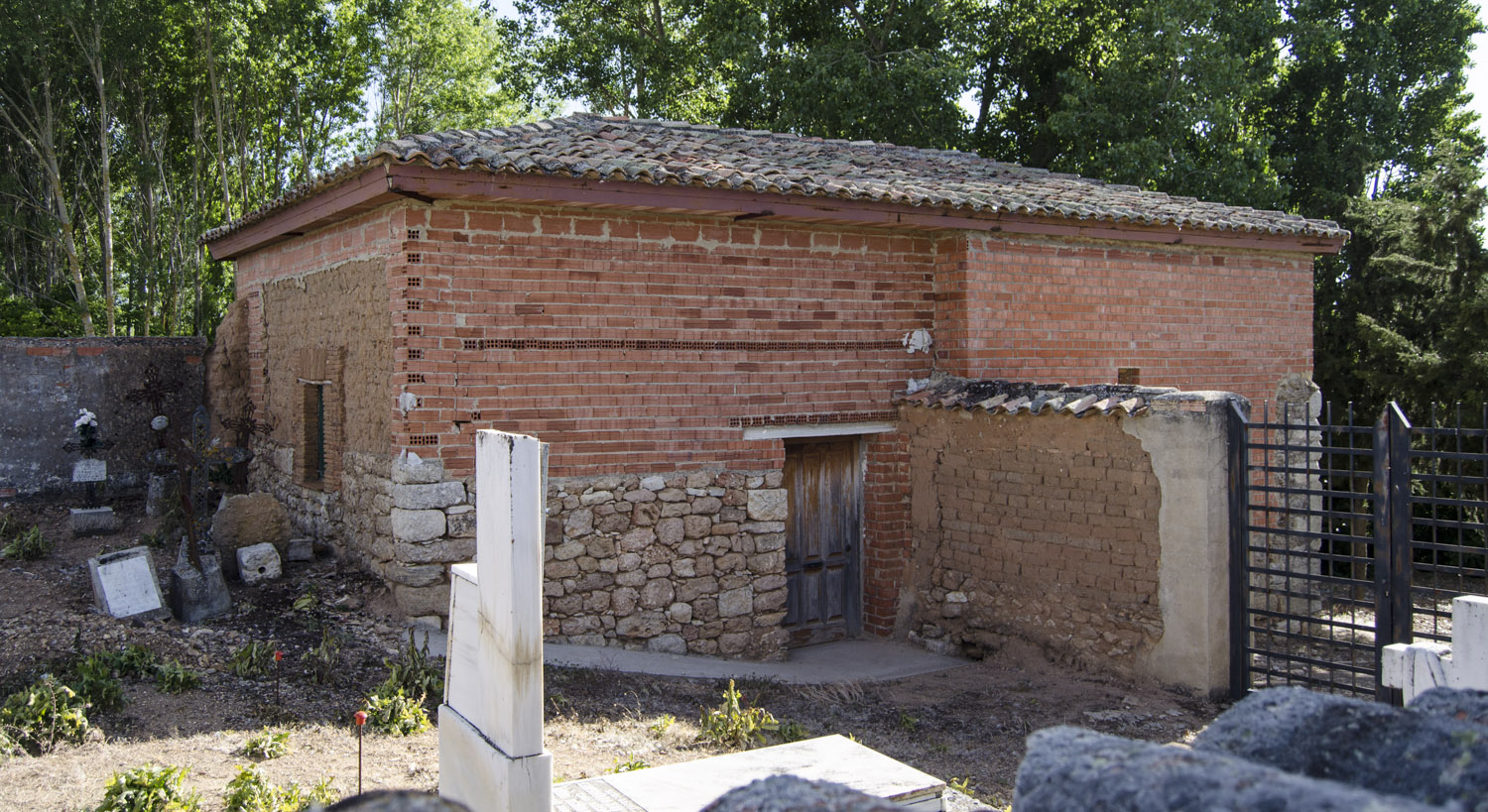
Ermita de Entrambosbarrios.

Casa con arcos Posible antiguo hospital. Tiene dos arcos de medio punto diferentes, uno de ellos con dovelas de gran tamaño.
BodegasExcavadas en la tierra, en terrero arcilloso. Se ubican en tres puntos diferentes de la localidad.
- Bodegas.
- Bodegas.

Abrevadero - lavadero de la calle RealCon fuente y vaso de piedra.
Abrevadero - lavadero de la calle PozanosTiene tres vasos de piedra caliza.
Arquitectura industrial
Silo del antiguo Servicio Nacional del Trigo.

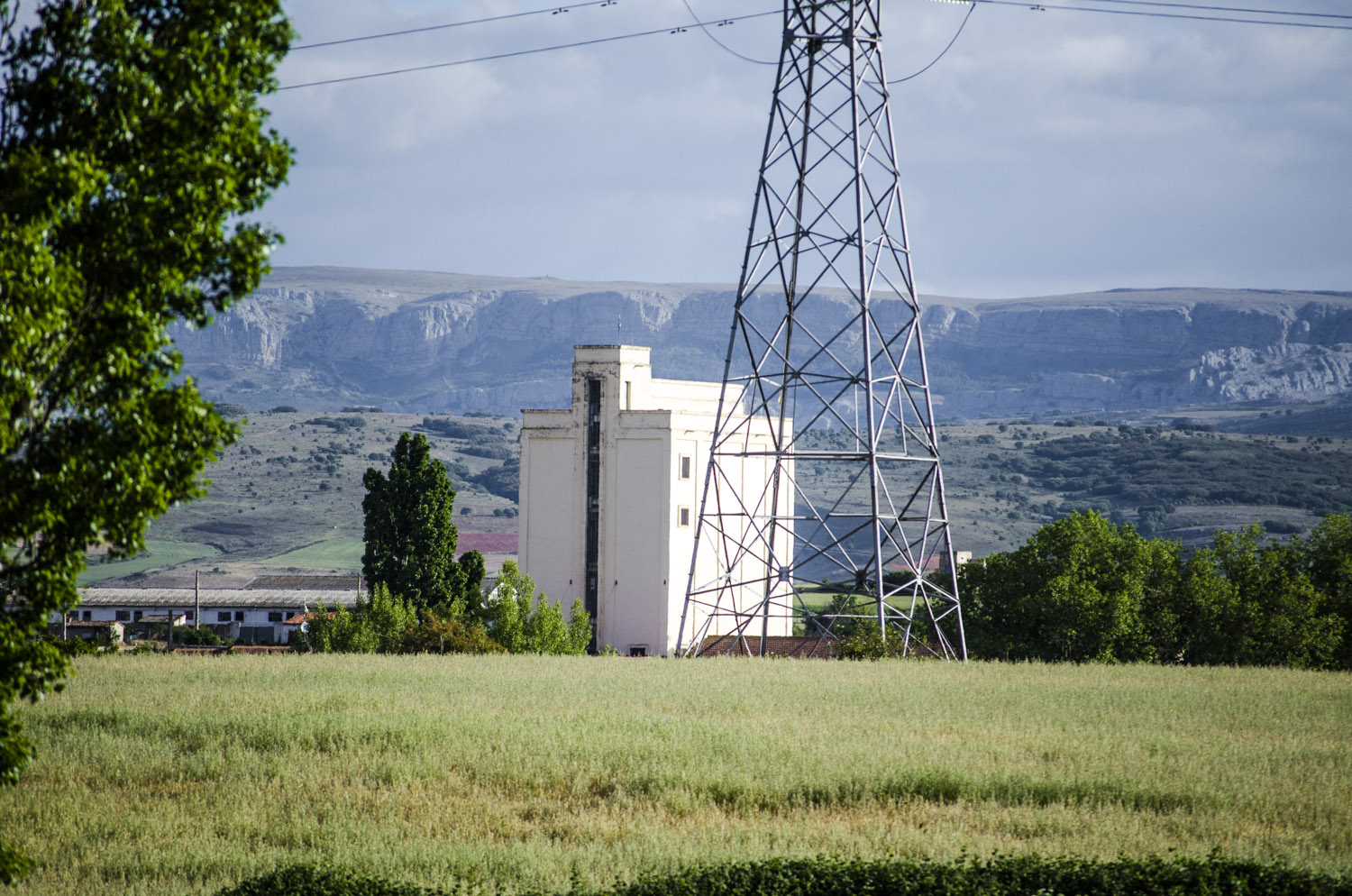
Silo. Al fondo las loras.
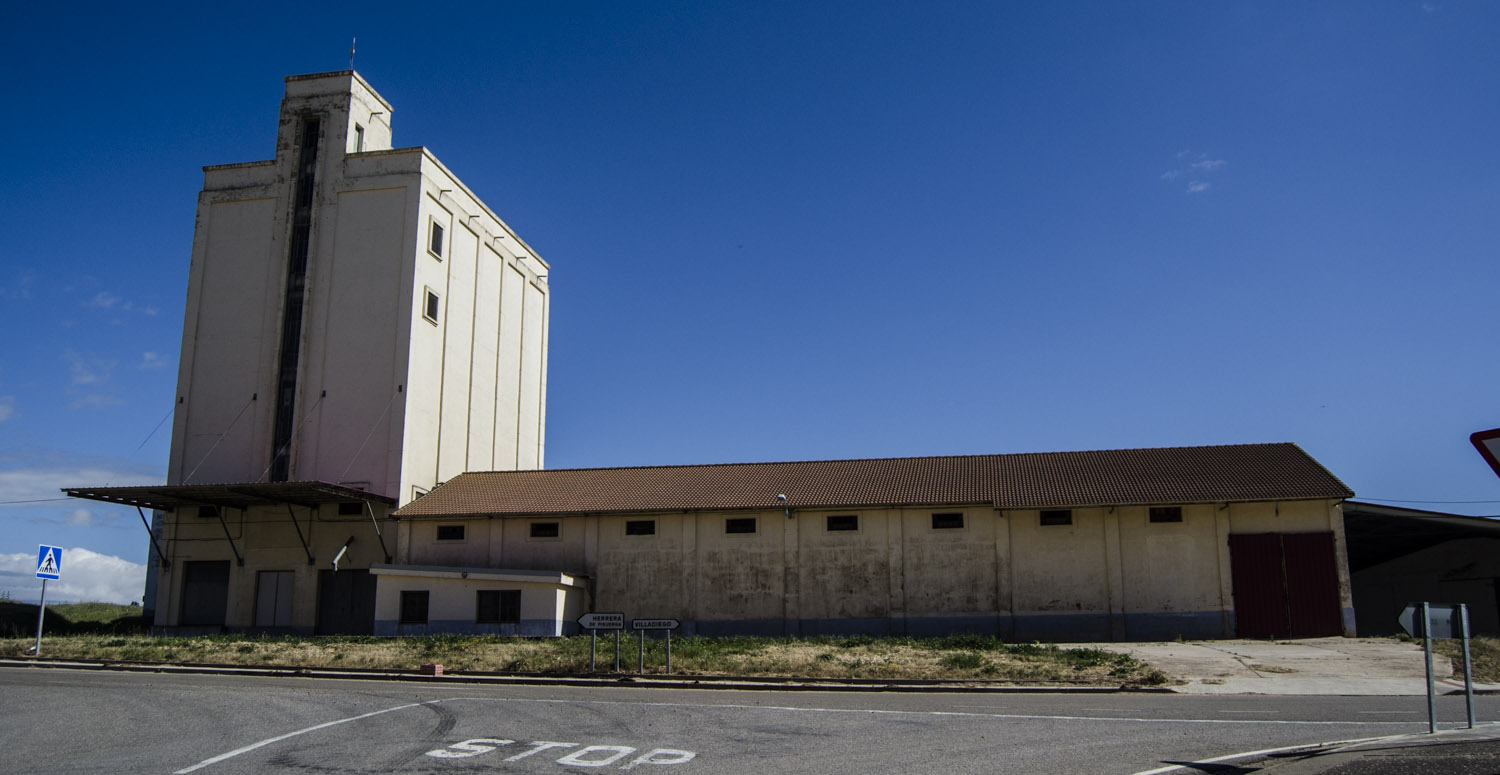
Silo de cerales.

Molino de pienso.
Parte de la maquinaria de la antigua serrería.
Despoblado de Peña Amaya Bien de Interés Cultural declarado, en la categoría de zona arqueológica.
Diez escudos heráldicos de piedra En Amaya, Cuevas de Amaya, Peones de Amaya, Quintanilla de Riofresno, Rebolledillo de la Orden y Salazar de Amaya.
Cruz de piedraEn Amaya.
Yacimientos arqueológicos Se han inventariado treinta y seis yacimientos arqueológicos de Neolítico, Calcolítico, Edad del Bronce, Edad del Hierro, prerromanos, romanos, Edad Media y épocas moderna y contemporánea.
Vías pecuariasHay clasificada una vía pecuaria conocida como Colada de Cañizar a Sandoval, con una longitud de 2 830 m, una anchura legal de 8 m y una superficie aproximada de 2,3 ha.
Respecto a la arquitectura religiosa se conservan vestigios de la época medieval y anteriores, pero la mayoría de sus templos se rehicieron en los ss. XVI y XVII, en estilos tardogótico y renacentista. Conservan algunos elementos de sus primitivas iglesias románicas o del primer gótico. En algunos casos se han realizado añadidos (sobre todos en atrios, sacristías y pórticos) en el siglo XVIII, de estilo barroco. Se conservan algunas pilas bautismales románicas. Hay retablos renacentistas y barrocos.

### Despoblados
Despoblado en el paraje de la ermita de San Cristóbal Asociado a la ermita aparecen restos de materiales cerámicos plenomedievales y restos constructivos que deben interpretarse como los restos del poblado de la Edad Media. Se ubica en un cerro ladera. Delante del edificio se han identificado restos (huesos, lajas, parte de un sarcófago) que se asocian con la existencia del cementerio de la localidad. Gonzalo Martínez Díez cita estos restos e indica que según la tradición oral reconoce aquí un antiguo barrio de Sotresgudo.

### Fiestas
Fiesta de SotresgudoEs el día 29 de septiembre, San Miguel Arcángel. Además se celebran otras fiestas como la de San Cristóbal el 10 de julio donde al acabar la misa en la ermita, se bendicen los vehículos en la plaza mayor del pueblo.

### Literatura
El libro Cuerda de presos, de Tomás Salvador Espeso, natural de Villada, fue Premio Nacional de Literatura en 1954. Está ambientado en el siglo XIX. La línea argumental consiste en que dos guardias civiles hacen una conducción a pie de un preso desde Murias de Paredes hasta las Vascongadas. La etapa del octavo día les lleva de Sotovellanos hasta Coculina. Al pasar por Sotresgudo el relato, que menciona ciertas peculiaridades de este pueblo, es como sigue:
Al filo de las diez pasadas cruzaron el puente de Sotresgudo. Bonito pueblo; limpio, pequeño, con Ayuntamiento y una vega sobre el río que llamaban Fresno.
Se dio cuenta de que algo había cambiado en las vestimentas y en el habla. Aquellas gentes le decían que se encontraba en otra tierra, muy diferente a la que últimamente se había acostumbrado. Las mozas eran más altas, más llenas de carrillos y más sonrosadas; también eran menos hurañas, sonreían. A él le sonreían, estaba seguro. No era día de fiesta, claro, y no llevaban las galas domingueras, pero se notaba claramente cómo llevaban el pañuelo a la cabeza de un modo diferente, sueltas las puntas sobre el cuello, descubriendo las orejas donde pendían grandes aros de metal dorado; una o dos, de buen pasar, que estaban a las puertas de sus casas, llevaban un corpiño muy abierto de lanilla negra, sobre el busto el lienzo almidonado de blanco lino, recogido en pliegues; sayas de tafetán verde y un delantal colorado recogido sobre las ancas, a la manera montañesa.